# BMW E39
| Sterne im Euro-NCAP-Crashtest (1998) |

Die Baureihe E39 ist die vierte Generation der 5er-Reihe von BMW in der oberen Mittelklasse.
Die Limousine der Baureihe E39 wurde im Dezember 1995 als Nachfolger der Baureihe E34 eingeführt. Der als Touring bezeichnete Kombi folgte im März 1997, das Sportmodell M5 im Herbst 1998. Vom E39 wurden insgesamt mehr als 1,48 Millionen Einheiten verkauft, darunter rund 266.000 Touring. Die Limousine wurde bis Mitte 2003 produziert, der Touring lief noch bis Anfang 2004 vom Band. Die Karosserieversionen des E39 wurden sukzessive von den Baureihen E60/E61 abgelöst.

## Modellgeschichte

### Von der Entwicklung zur Markteinführung

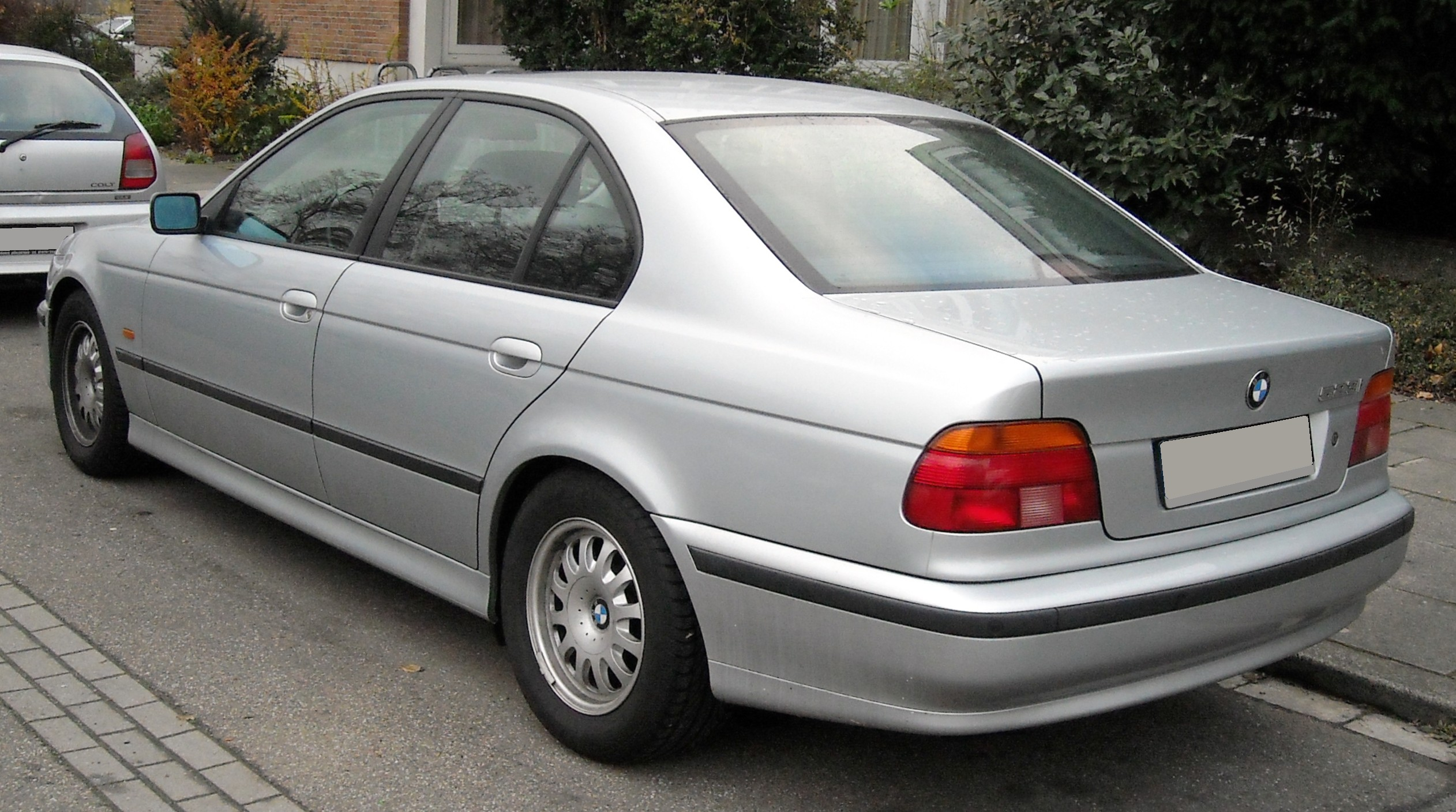
Heckansicht

Die Entwicklung für den Nachfolger des E34 begann 1989 und endete 1995. Der endgültige Entwurf von Joji Nagashima wurde im Juni 1992 ausgewählt und später für die Produktion unter dem neuen Designchef Chris Bangle eingefroren. Mit der Designauswahl im Jahr 1992 begann die Serienentwicklungsphase und dauerte 39 Monate bis zum Produktionsstart. Das inländische deutsche Geschmacksmuster wurde am 20. April 1994 mit einem E39-Prototyp angemeldet. Die Versuchsingenieure von BMW absolvierten mit dem E39 während seiner Entwicklung insgesamt 30 Millionen Testkilometer. Die Testfahrten fanden zwischen Alaska, Südafrika und dem Nordkap statt. Die Temperaturen lagen zwischen −40 °C in Alaska und 50 °C im kalifornischen Death Valley. Die Versuchsfahrzeuge absolvierten Fahrten auf Schlaglochpisten oder mit Anhänger auf Bergstrecken. Sie umfassten auch 8000 Testkilometer auf der Nürburgring-Nordschleife. Im Jahre 1993 tauchten die ersten Fotos von getarnten Versuchsfahrzeugen („Erlkönige“) in der Presse auf. Im Mai 1995 veröffentlichte BMW die ersten offiziellen Fotos des E39. Seine Weltpremiere hatte der 5er der Baureihe E39 im September 1995 auf der Internationalen Automobil-Ausstellung in Frankfurt. Im Dezember 1995 startete der Verkauf auf dem europäischen Festland. Die Markteinführung in Großbritannien und in den überseeischen Märkten erfolgte bis Mitte 1996. Der E39 wird von Sechs- und Achtzylinder-Ottomotoren sowie von Vier- und Sechszylinder-Dieselmotoren angetrieben. Ihre Leistungsspanne reicht von 85 kW (115 PS) des 525td bis zu 294 kW (400 PS) des M5. Die Kraftübertragung erfolgt bei allen Modellen an die Hinterachse. Laut BMW war der E39 das erste Großserienfahrzeug der Welt, dessen Fahrwerk nahezu vollständig aus Aluminium besteht. Produziert wurde der 5er im BMW-Werk Dingolfing.

### Karosserie und Innenraum
Ab Markteinführung im Dezember 1995 war der 5er der Baureihe E39 nur als viertürige Limousine mit Stufenheck lieferbar. Die Karosserie ist aus Stahl gefertigt. Zum Schutz vor Korrosion sind 77 Prozent der Blechoberflächen verzinkt. Mit dem Ziel besserer Fahreigenschaften und höherer Sicherheit wurde die Torsionssteifigkeit der Karosserie gegenüber der Vorgängerbaureihe E34 deutlich gesteigert. Die Karosserie legte um 55 mm an Länge, 49 mm an Breite und 23 mm an Höhe zu. Dennoch sei die Rohkarosserie des E39 laut BMW nicht schwerer geworden als die des E34. Im Gegensatz zum Vorgänger ist die BMW-Doppelniere in die Motorhaube integriert, die Doppelrundscheinwerfer sitzen hinter einer gemeinsamen Glasabdeckung. Der Luftwiderstandsbeiwert wurde im Vergleich zum Vorgängermodell deutlich verringert, bei der 520i Limousine beträgt er 0,27. Dies sei laut BMW 1997 der beste Wert in ihrer Klasse gewesen. Im Innenraum gewann der E39 gegenüber dem E34 um 25 mm an Knieraum hinten, die Kopffreiheit stieg vorne um 17 mm sowie hinten um 9 mm und der Schulterraum wurde vorne um 62 mm sowie hinten um 15 mm vergrößert.
Im März 1997 wurde die fünftürige Kombi-Variante namens Touring eingeführt. Der Touring verfügt wie sein Vorgänger E34 über L-förmige Rückleuchten und eine separat zu öffnende Heckscheibe. Der Kofferraum weist eine vollkommen rechteckige und ebene Ladefläche auf. Die Durchladebreite wuchs gegenüber dem Touring der Baureihe E34 um 16 Zentimeter. Die Ladekante schließt bündig mit der Ladefläche ab. Gegen Aufpreis war ein ausziehbarer Ladeboden erhältlich.
Das Sicherheitsfahrzeug 540i Protection war in Europa ab September 1997 im Programm, Rechtslenker und USA-Version folgten im März 1998. Das Fahrzeug weist eine rundum mit Polycarbonat beschichtete Sicherheitsverglasung auf. Große Teile der Karosserie sind mit Aramidfasermatten verstärkt. Dadurch erreicht es die Widerstandsklasse VR4. Die zusätzlichen Schutzmaßnahmen brachten gegenüber der normalen 540i Limousine ein Mehrgewicht von 130 kg. Auf Wunsch waren für den 540i Protection eine Wechselsprechanlage und ab Januar 1998 eine Bereifung mit Notlaufeigenschaften erhältlich.

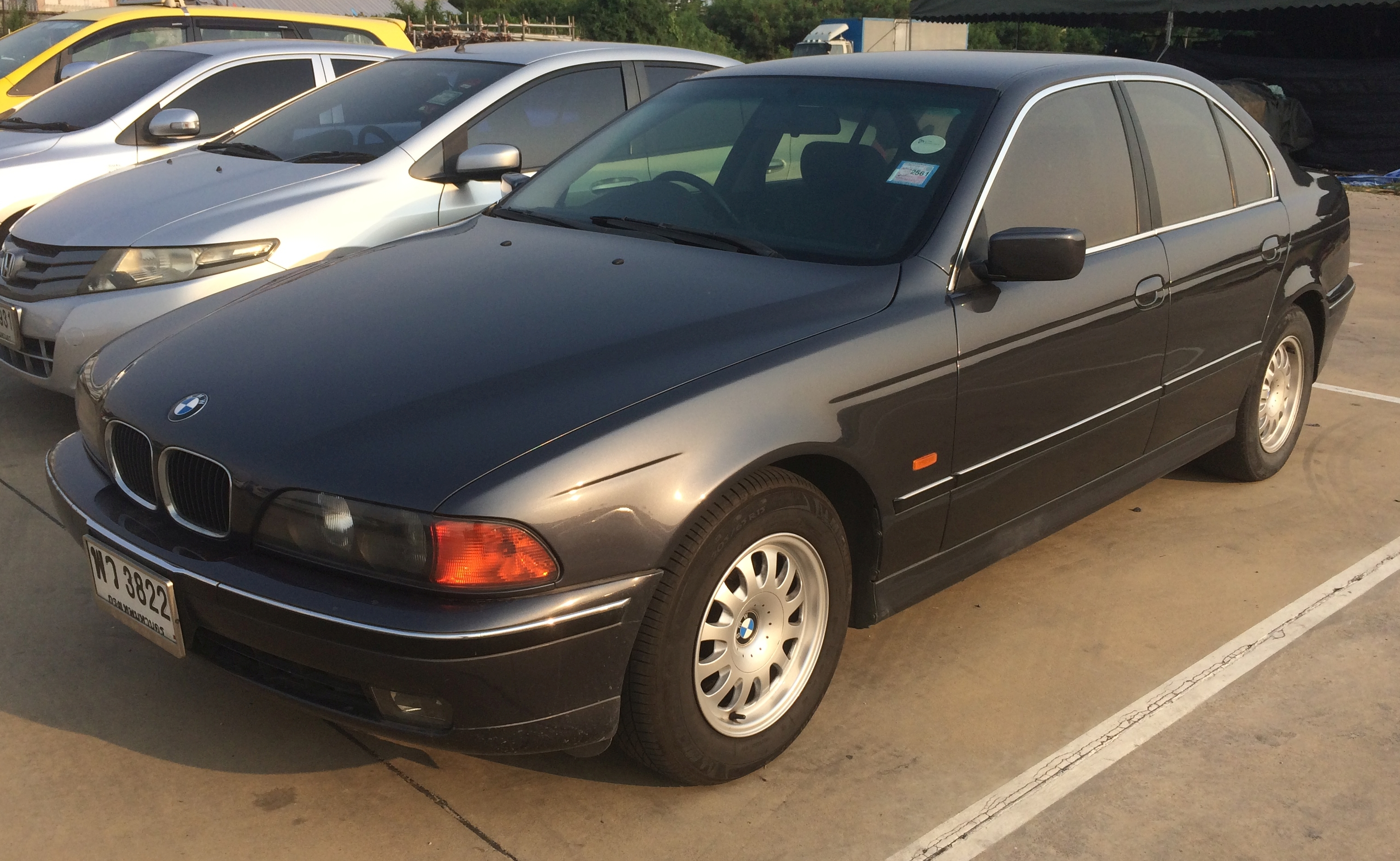
BMW 528i (1997–2000)
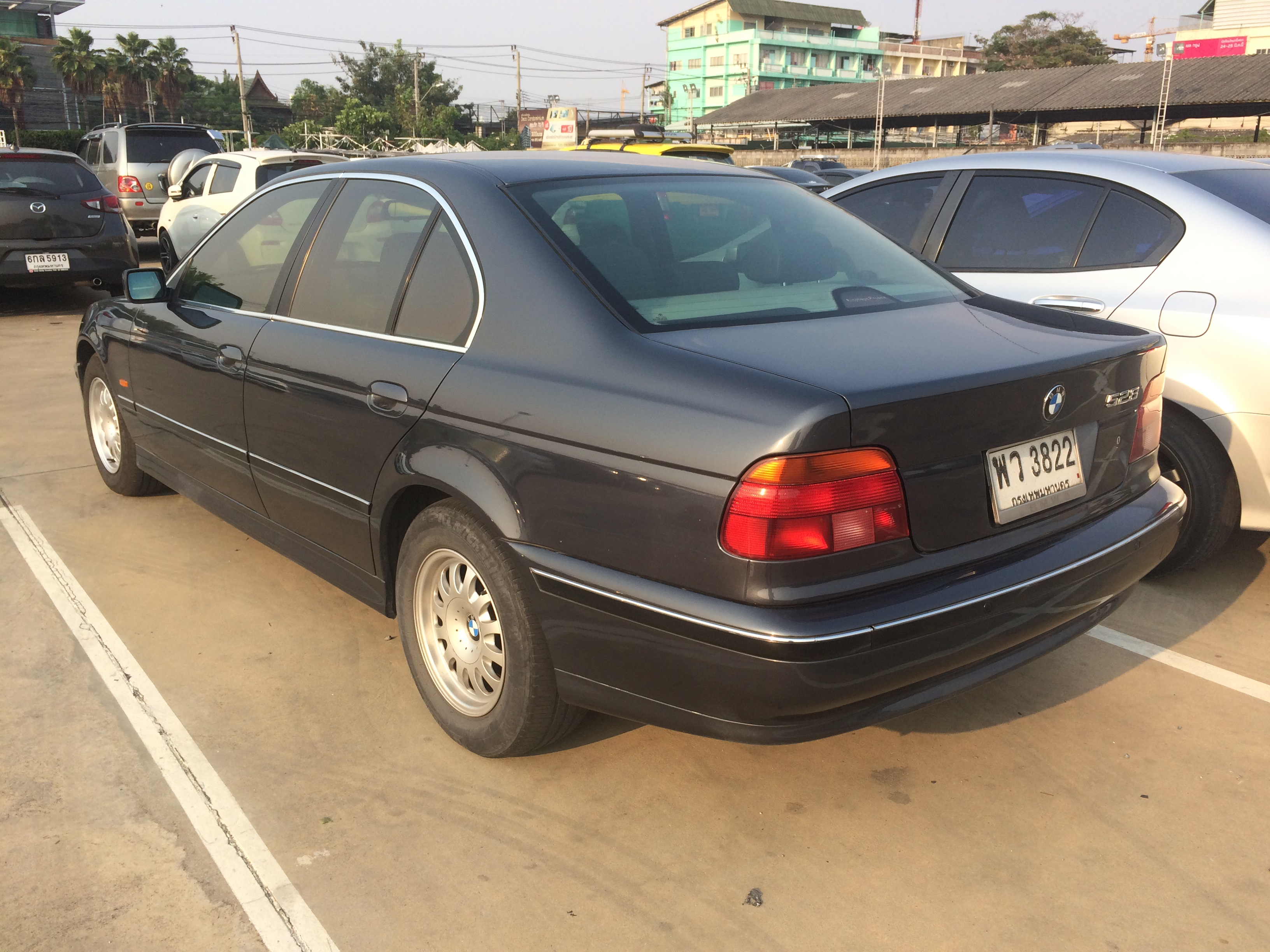
BMW 528i (1997–2000)
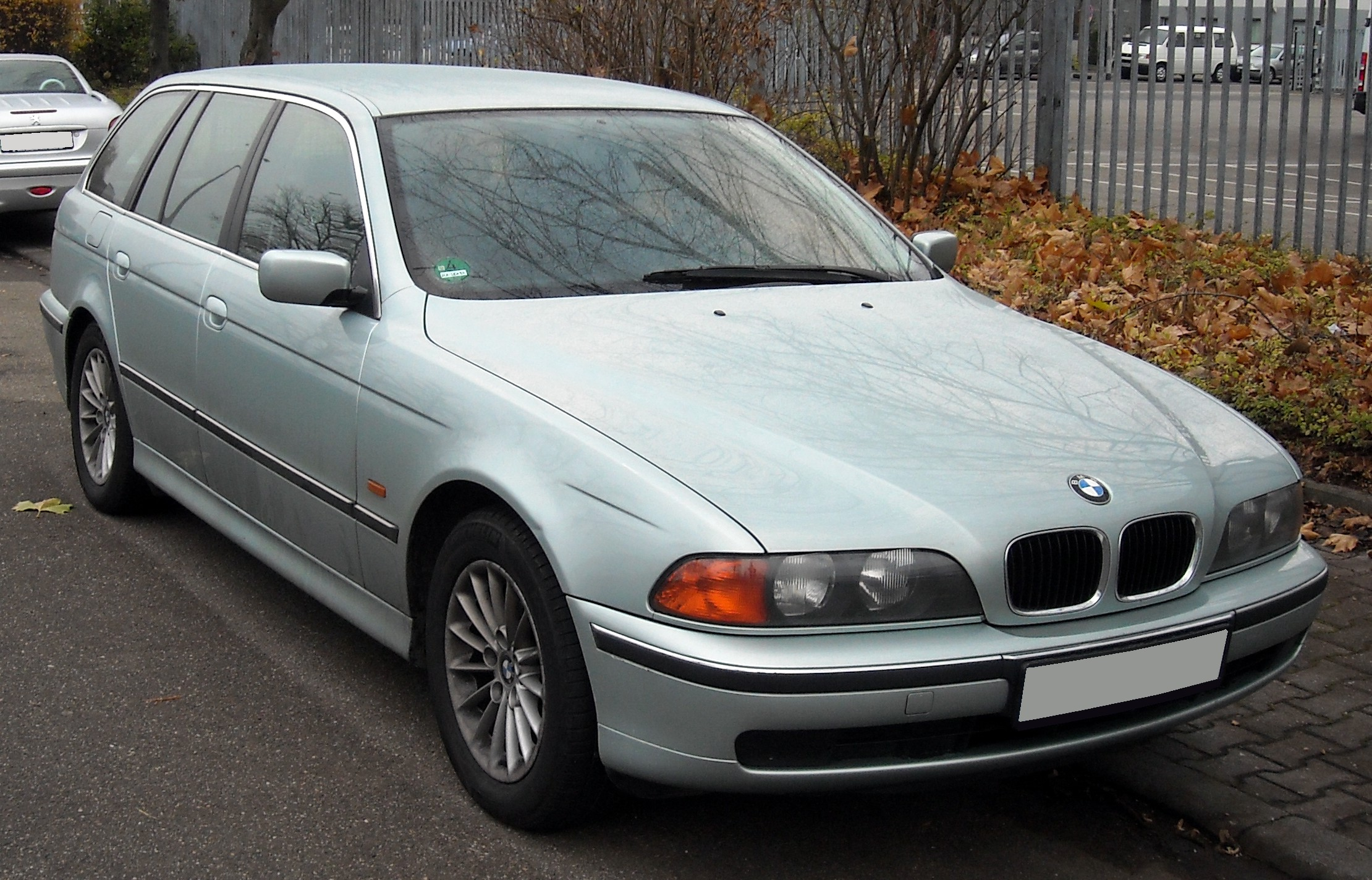
BMW 5er Touring (1997–2000)
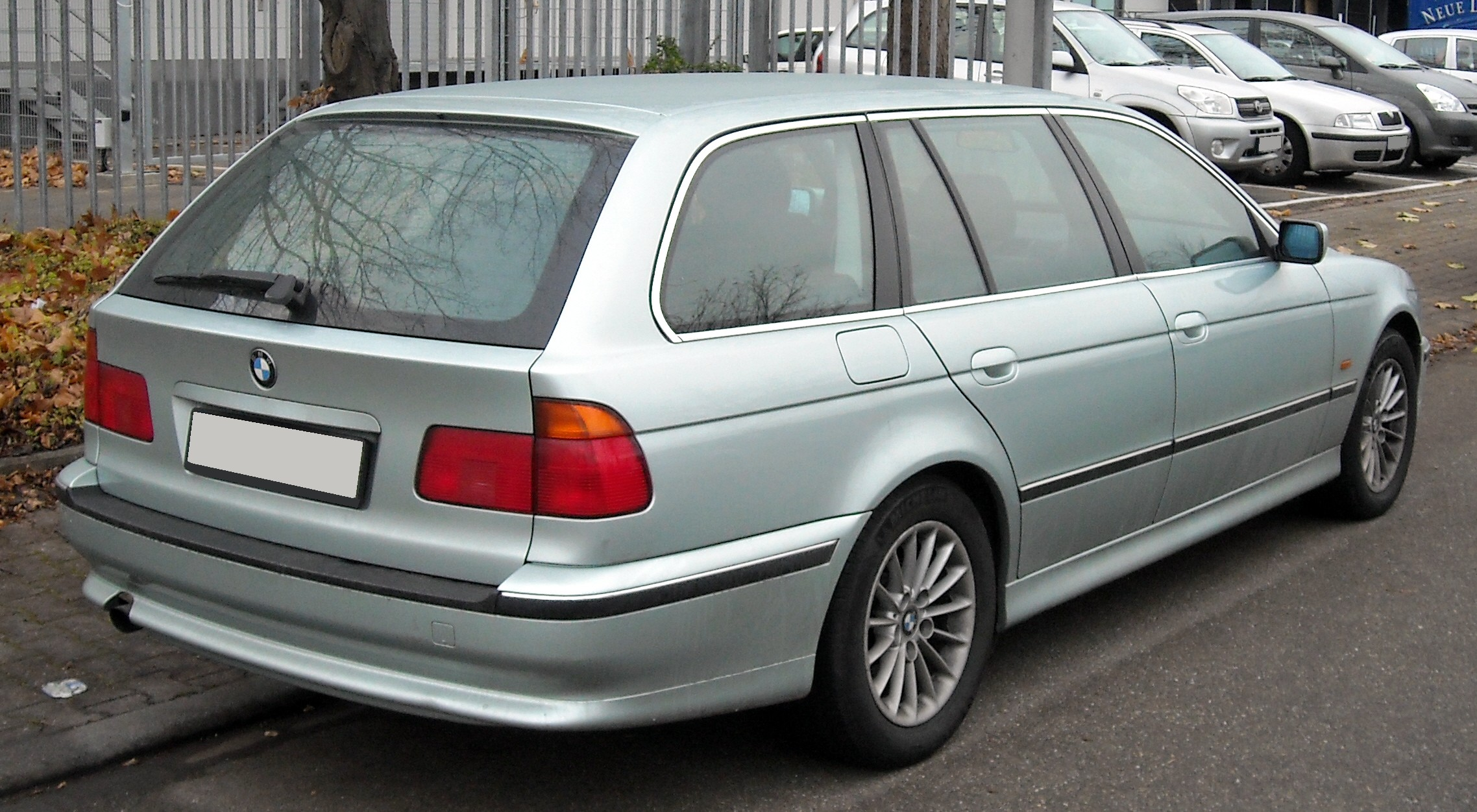
BMW 5er Touring (1997–2000)
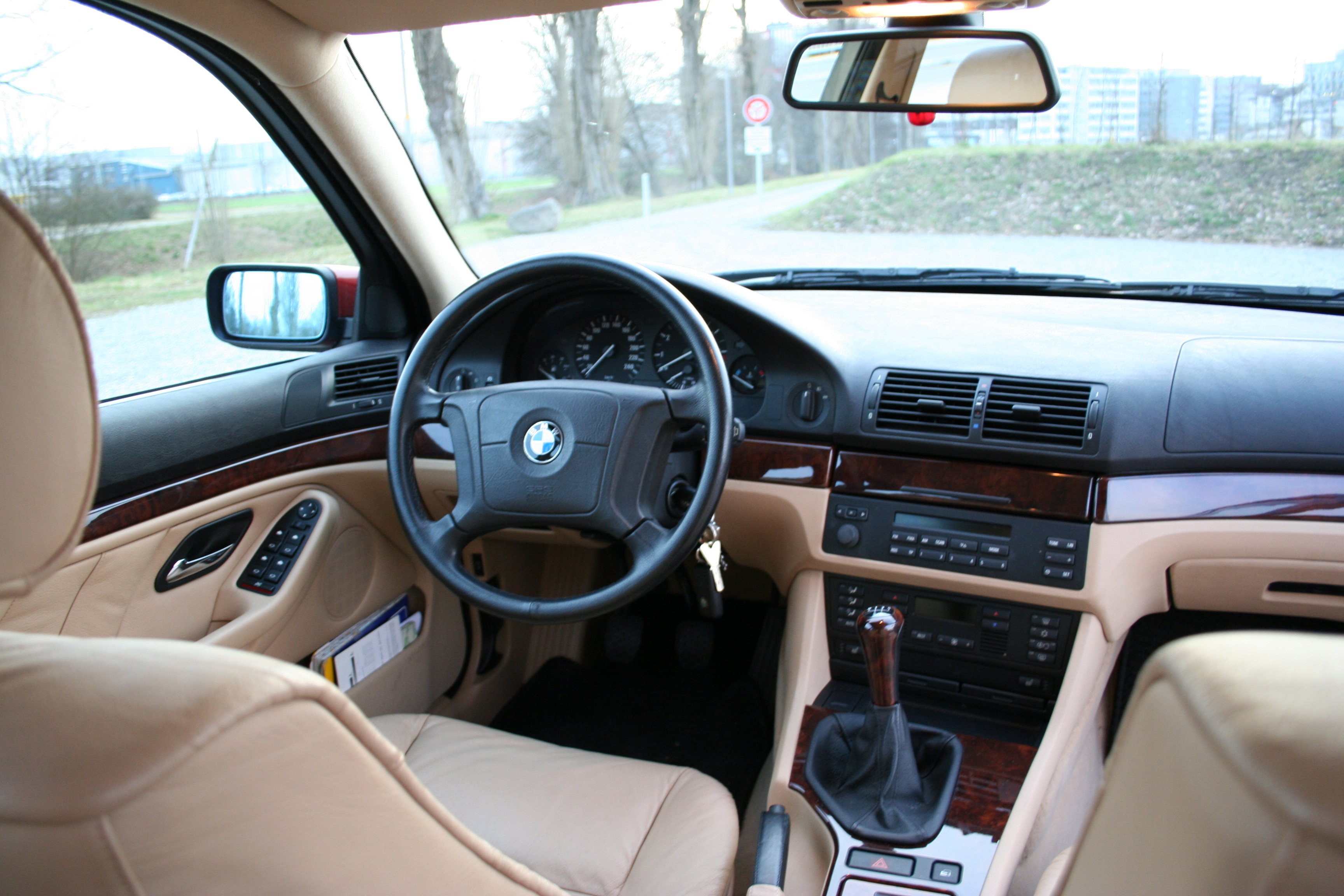
Interieur mit Sonderausstattungen

### Facelift
Im Herbst 2000 erhielt der 5er ein Facelift. Die vorderen Doppelscheinwerfer wurden ersetzt und waren nun von Standlichtringen mit Lichtleitertechnik umfasst. Hinter dem gemeinsamen Scheinwerfer-Deckglas saßen nun runde Blinkleuchten. Auch das Schlusslicht der Rückleuchten wurden auf Lichtleitertechnik umgerüstet: Vier rote Leuchtdioden pro Seite speisen vier horizontal angeordnete Leuchtstäbe. Die bisherigen eckigen Nebelscheinwerfer wurden durch runde ersetzt und gehörten nun bei allen Modellen zur Serienausstattung. Die Frontschürze wurde neu gestaltet, die Stoßleisten wurden in Wagenfarbe lackiert (außer bei Fahrzeugen mit M Aerodynamikpaket) und die BMW-Nieren erhielten breitere Chromeinfassungen.

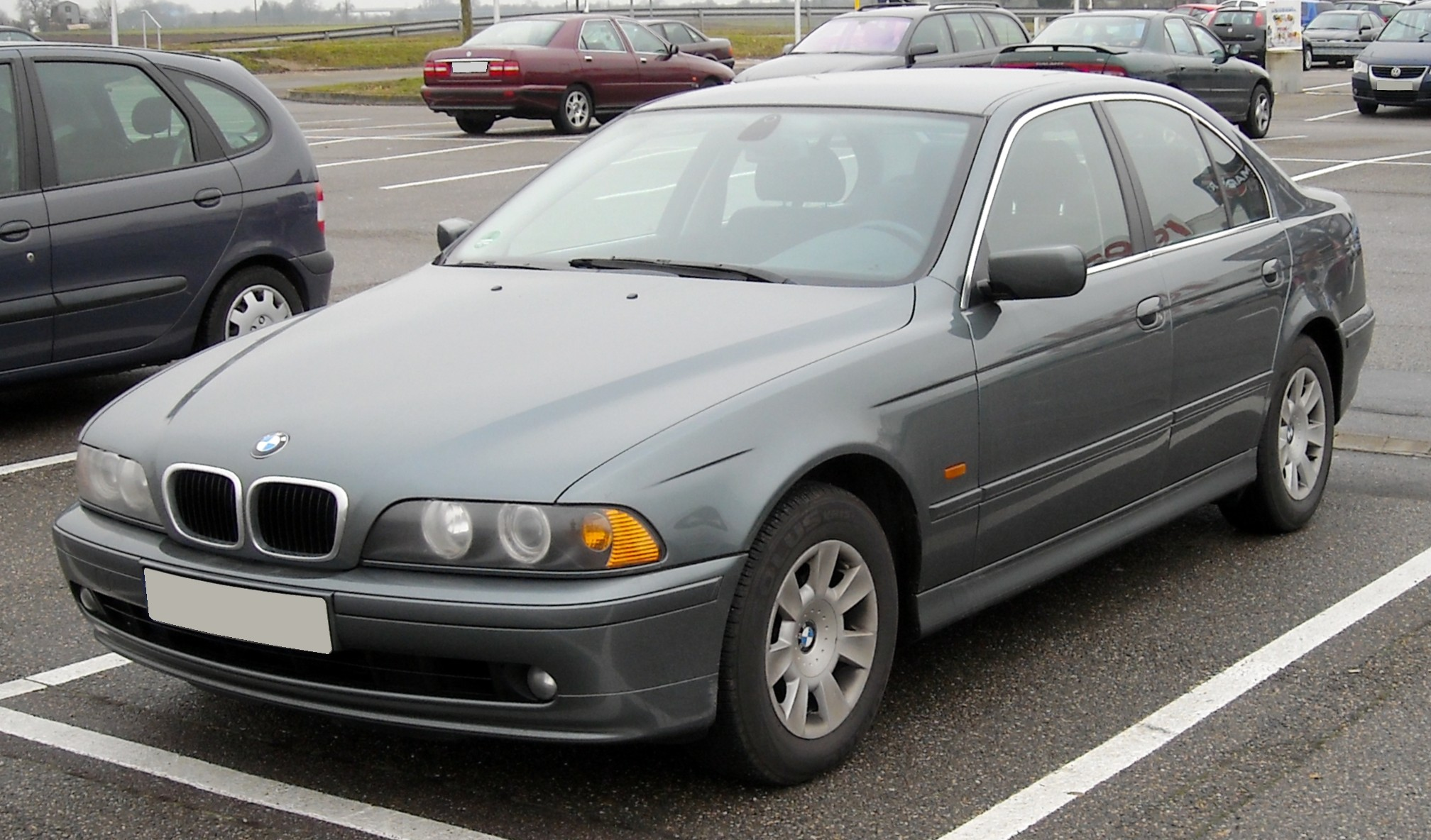
BMW 5er Limousine (2000–2003)
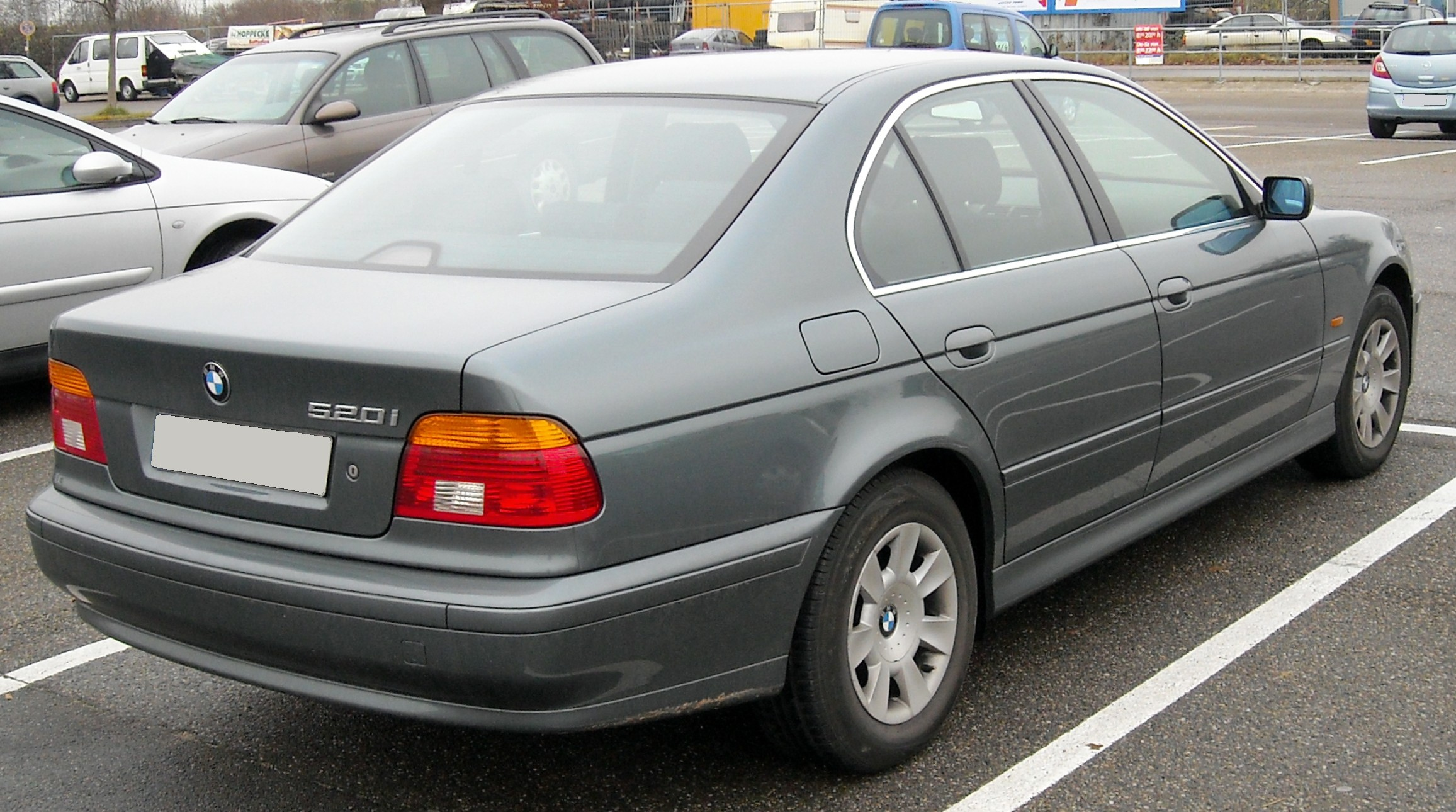
BMW 5er Limousine (2000–2003)
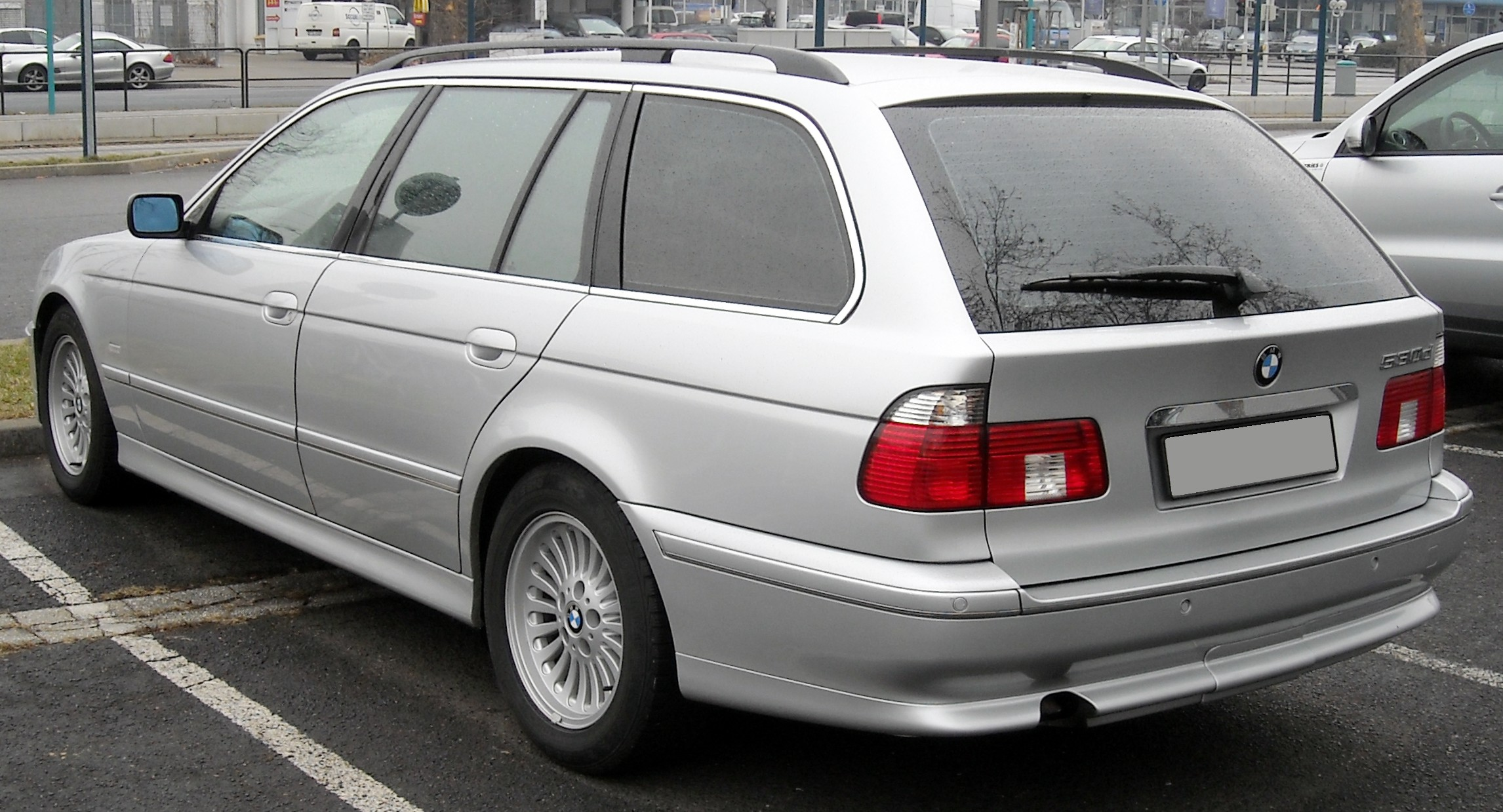
BMW 5er Touring (2000–2004)
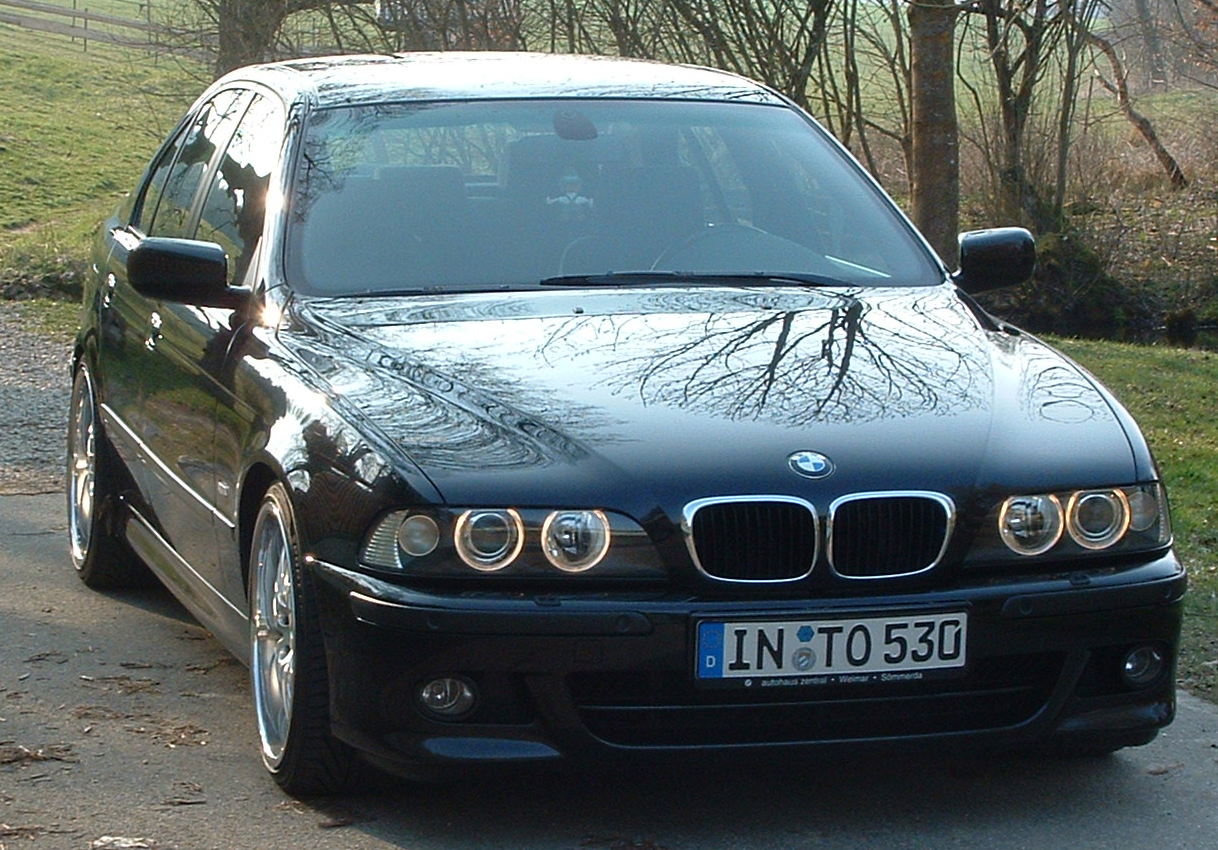
Neue Standlichtringe: BMW 5er Limousine mit M Sportpaket
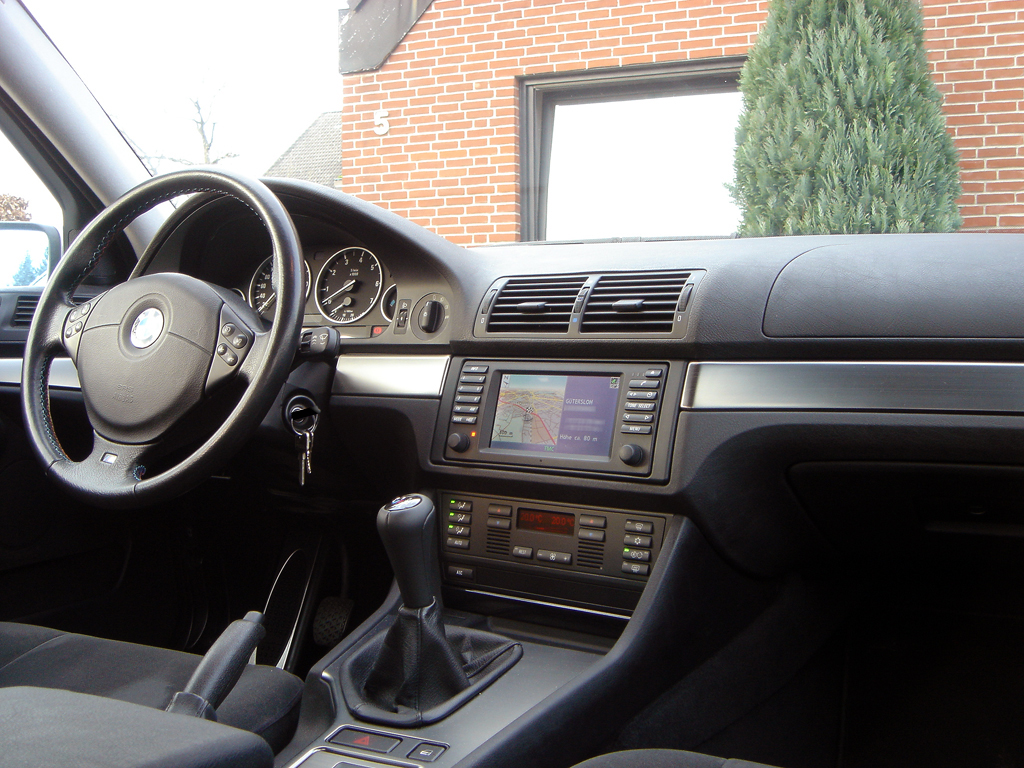
Interieur mit Sonderausstattungen

Bei den vor Herbst 2000 produzierten BMW 5er ließen sich bei den BMW-Händlern die optischen Merkmale des Facelift-Modells nachrüsten. Ausgetauscht werden konnten die Scheinwerfer, die Rückleuchten, die Frontschürze, die Nebelscheinwerfer und die Heckschürze.

## Motoren

### Motoren ab Markteinführung

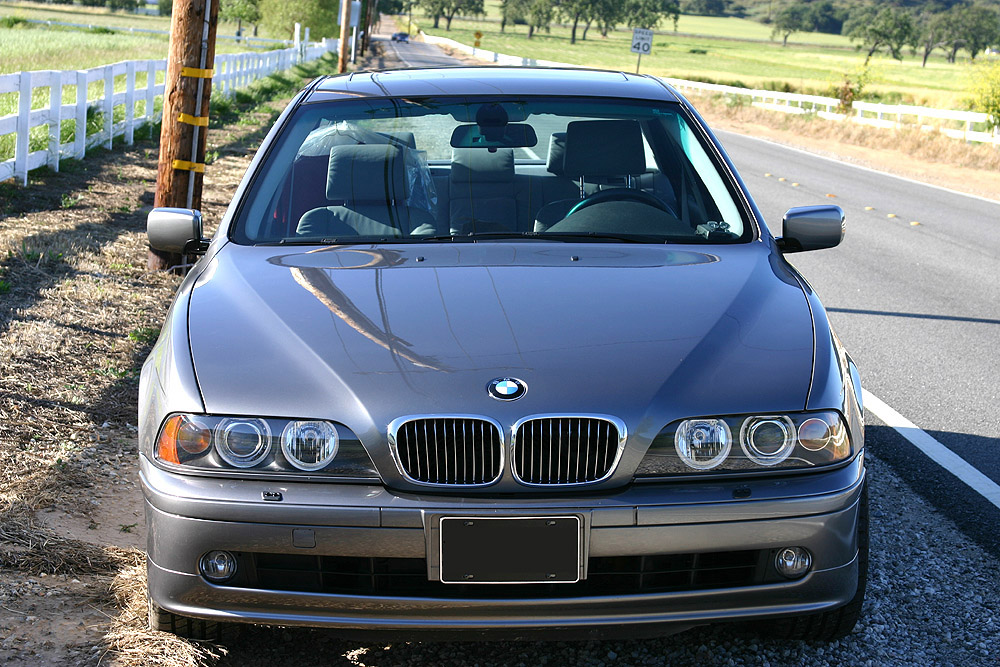
Verchromte Streben im Kühlergrill: BMW 540i (US-Version ab 2000)

Ab Markteinführung im Dezember 1995 waren die Modelle 523i und 528i lieferbar, bis März 1996 folgten der 525tds und der 520i. Die Modelle 520i, 523i und 528i sind mit dem Reihensechszylinder-Ottomotor M52 mit Vierventiltechnik ausgestattet. Der 525tds verfügt über den Reihensechszylinder-Wirbelkammer-Dieselmotor M51 mit Zweiventiltechnik, welche zudem der einzige Zweiventiler der E39-Reihe war. Im Laufe des ersten Halbjahres 1996 führte BMW die Modelle 535i (nur als Limousine erhältlich) und 540i mit dem V8-Ottomotor M62 mit Vierventiltechnik ein. Bei allen Ottomotoren sind Kurbelgehäuse und Zylinderkopf aus Leichtmetall gefertigt. Die Verwendung von Aluminium habe laut BMW bei den Sechszylinder-Triebwerken einen Gewichtsvorteil von mehr als 30 kg gebracht. Die Achtzylinder-Modelle kann man äußerlich anhand der BMW-Niere von den Vier- und Sechszylinder-Modellen unterscheiden: BMW setzte bei allen Achtzylinder-Modellen auf verchromte vertikale Streben, während alle Vier- und Sechszylinder-Modelle (außer Highline) mit schwarzen Streben vom Band liefen.

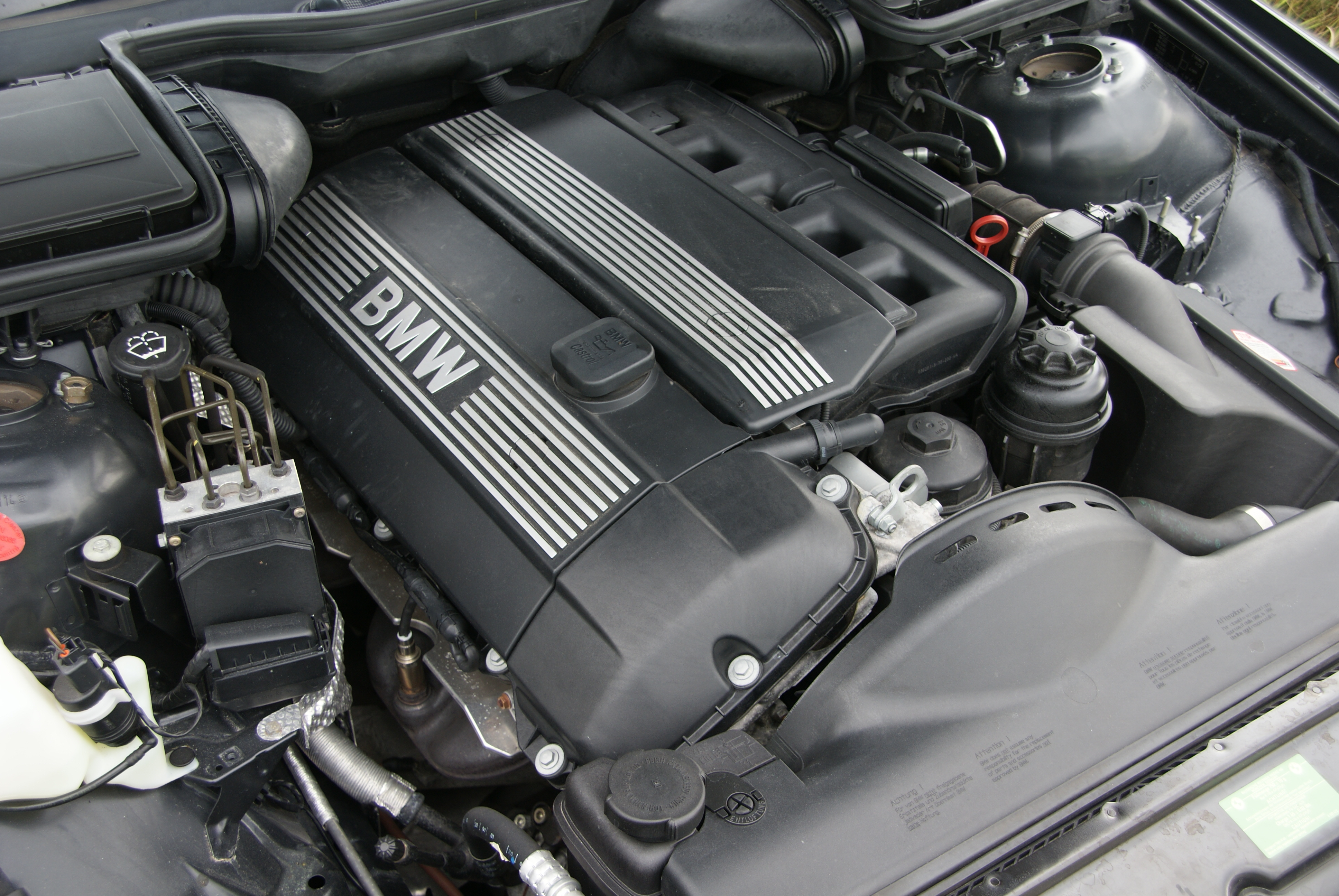
Sechszylinderreihenmotor M54 im 525i
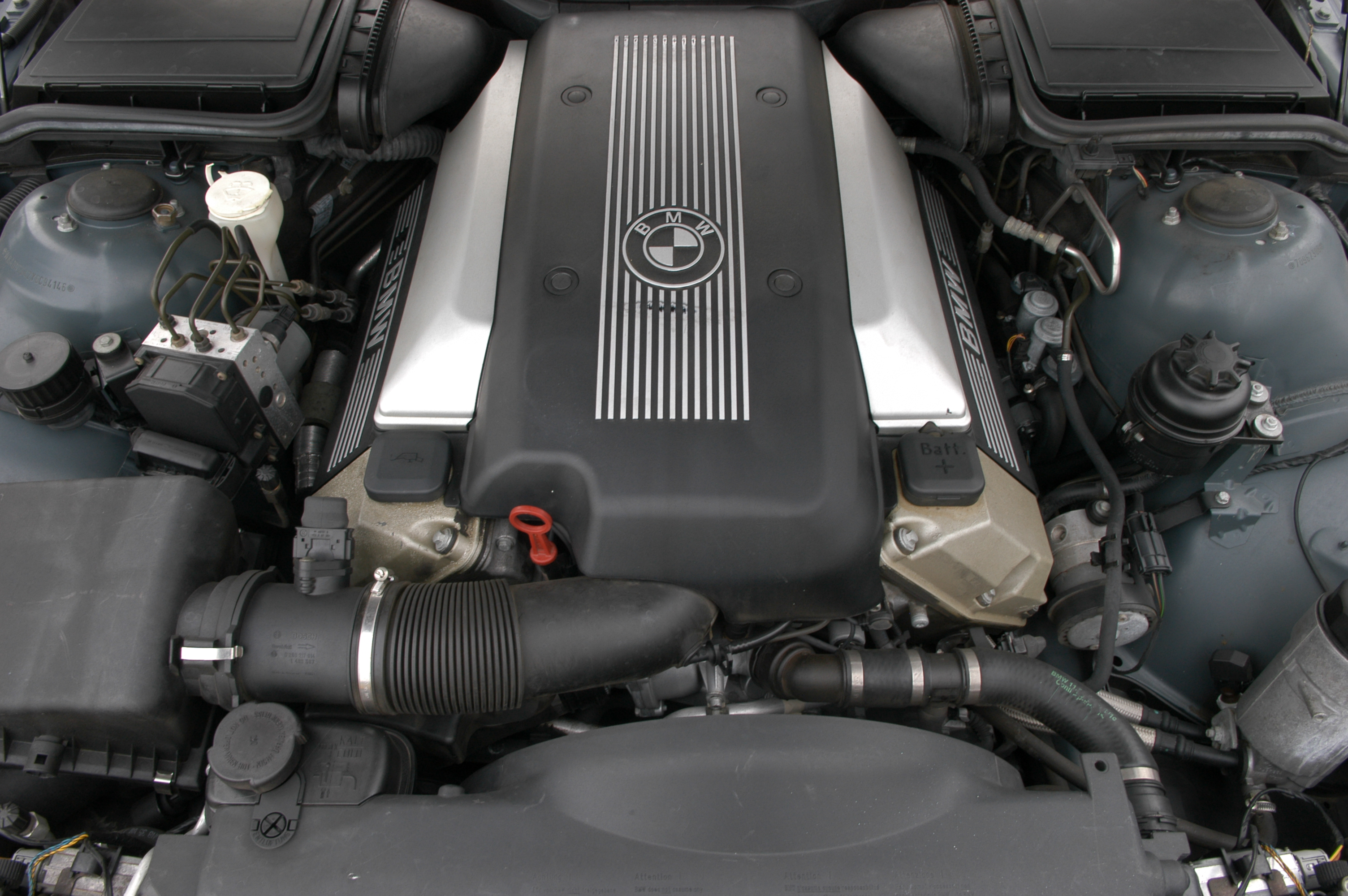
V8-Ottomotor BMW M62TÜ
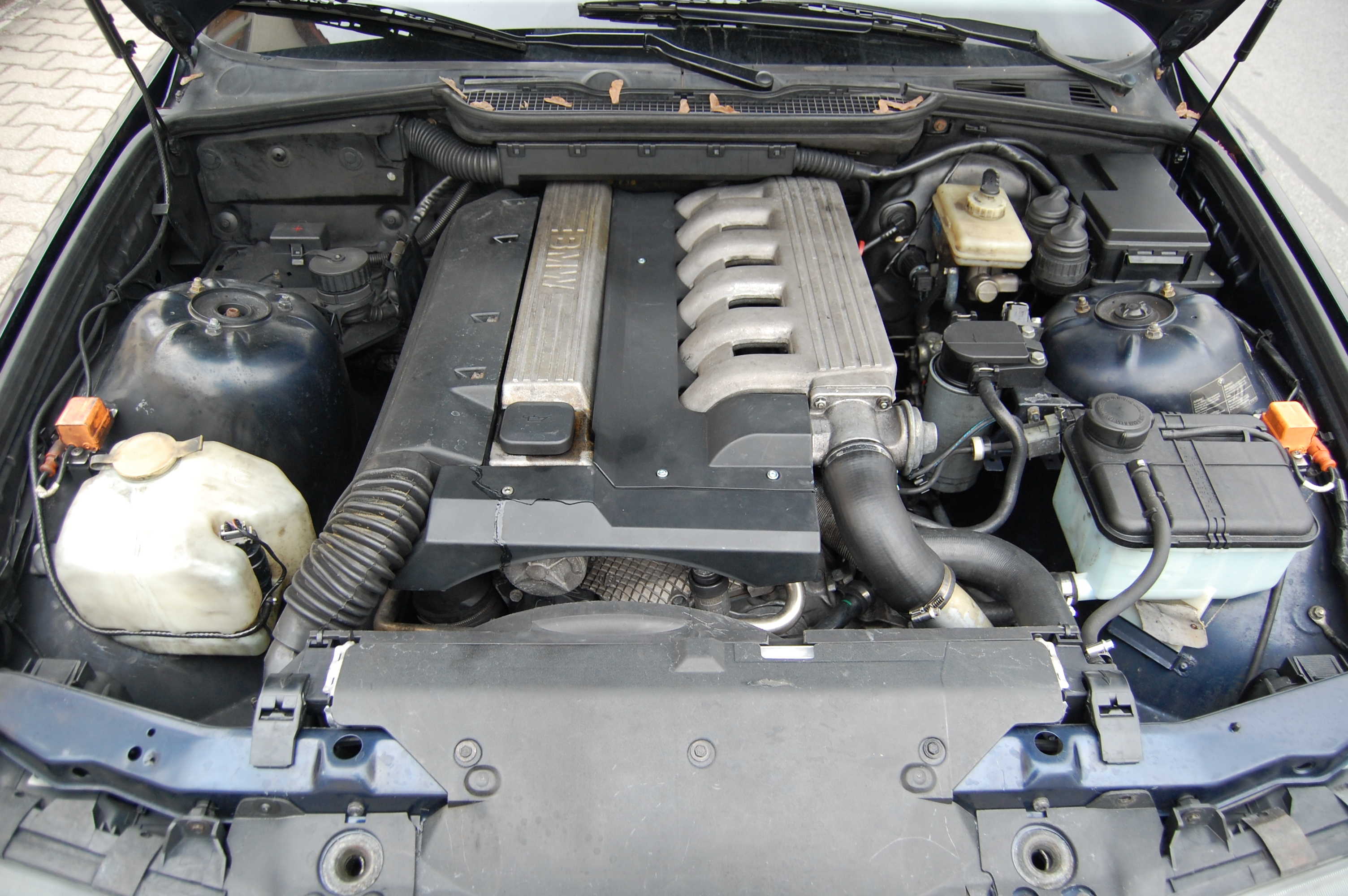
Sechszylinderwirbelkammermotor des 525tds (M51), hier in einem BMW E36

### Herbst 1998: neuer 530d und überarbeitete Ottomotoren
Im Herbst 1998 wurde der 530d (sowie der 730d) mit einem neuentwickelten, direkteinspritzenden Dreiliter-Reihensechszylinder-Dieselmotor (M57) eingeführt. Er war der erste in Serie hergestellte BMW-Motor mit Common-Rail-Einspritzung sowie laut BMW der erste Sechszylinder-Common-Rail-Dieselmotor auf dem Markt. Das Einspritzsystem erzeugt einen Einspritzdruck von maximal 1350 bar. Weitere verwendete Technologien sind unter anderem ein Turbolader mit variabler Einlassgeometrie (VNT), Ladeluftkühlung und Vierventiltechnik. Mit einer Leistung von 135 kW (184 PS) sei er laut BMW bei seiner Einführung der leistungsfähigste Pkw-Dieselmotor auf dem Markt gewesen. Zudem sei die 530d-Limousine mit einer Höchstgeschwindigkeit von 225 km/h der schnellste Diesel-Pkw auf dem Markt gewesen. Das maximale Drehmoment des 530d ist mit 390 Nm gegenüber dem Wirbelkammer-Dieselmotor des 525tds um 39 Prozent gestiegen, obwohl der Hubraum nur um 17 Prozent angewachsen ist. Der Kraftstoffverbrauch des 530d liegt gegenüber dem des 525tds um etwa 10 Prozent niedriger.
Im Herbst 1998 wurden außerdem die Ottomotoren überarbeitet. Die Sechszylindermotoren (520i, 523i und 528i) verfügten nun über eine variable Steuerung der Ein- und Auslassnockenwelle (Doppel-VANOS). Die Achtzylindermotoren (535i und 540i) verfügten nun über eine variable Steuerung der Einlassnockenwellen (VANOS). Auswirkungen der Überarbeitung waren zum einen die Verringerung des Verbrauchs und der Emissionen; alle Ottomotoren erfüllten nun die Abgasnorm Euro 3 und ab dem 528i auch D4. Eine weitere Auswirkung war die Steigerung des Drehmoments; vor allem im niedrigen bis mittleren Drehzahlbereich zeigen die Drehmomentkurven einen höheren Verlauf, bei den Achtzylindermotoren stieg auch der Maximalwert.

### Frühjahr 2000: neuer 520d und 525d
Im Frühjahr 2000 wurden die Dieselmodelle 520d und 525d eingeführt. Der 525d verfügt über einen 2,5-Liter-Reihensechszylinder mit Common-Rail-Einspritzung. Dieser basiert auf dem Dreiliter-Reihensechszylinder des 530d; der wesentliche Unterschied liegt im verringerten Hubraum. Bohrung und Hub wurden in angepasstem Verhältnis reduziert. Gegenüber dem Vorgänger 525tds zeichnet sich der 525d durch deutlich bessere Fahrleistungen und einen um 17 Prozent geringeren Verbrauch aus. Der 520d verfügt über einen Zweiliter-Reihenvierzylinder (M47), der bereits zuvor im 320d erhältlich war. Im 520d kommt im Gegensatz zu 525d und 530d statt der Common-Rail-Einspritzung eine Hochdruck-Verteilereinspritzpumpe zum Einsatz. Auch der Motor des 520d ist mit einem VNT-Turbolader, Ladeluftkühlung und Vierventiltechnik ausgestattet. Mit einem Normverbrauch von etwa sechs Litern pro 100 Kilometer ist der 520d das sparsamste Modell der Baureihe E39. Als Limousine kommt er mit einer Tankfüllung auf eine Reichweite von 1185 Kilometern. Von Frühjahr 2000 an erfüllte der 530d die Abgasnorm Euro 3, ebenso die neuen Modelle 520d und 525d.

### Herbst 2000: neue Sechszylinder-Ottomotoren und stärkerer 530d
Im Zuge des Facelifts im Herbst 2000 erhielt der 5er neue Sechszylinder-Ottomotoren (M54), womit sich teilweise auch die Modellnamen änderten. Ersetzt wurden
- 520i (2,0 l mit 110 kW/150 PS) durch 520i (2,2 l mit 125 kW/170 PS),
- 523i (2,5 l mit 125 kW/170 PS) durch 525i (2,5 l mit 141 kW/192 PS) und
- 528i (2,8 l mit 142 kW/193 PS) durch 530i (3,0 l mit 170 kW/231 PS).

Bei den neuen Motoren steht zwischen 1500/min und 6000/min jeweils mindestens 85 Prozent des maximalen Drehmoments zur Verfügung. Die Steigerung der Leistung und des Drehmoments wurde im Wesentlichen durch die neu gestaltete Ansaug- und Abgasanlage sowie bei 520i und 530i durch den vergrößerten Hubraum erreicht. Verwendet wurde nun ein elektronisches Gaspedal (Drive-by-Wire). Die Triebwerke erfüllen die Abgasnormen Euro 3 und D4, ab 2002 die Abgasnorm Euro 4.
Zudem wurde im Herbst 2000 die Leistung des 530d auf 142 kW (193 PS) gesteigert, das maximale Drehmoment stieg auf 410 Nm. Dies resultiert aus Änderungen an der Turboladergeometrie und der Einspritzhydraulik.

## Antrieb, Fahrwerk und Abgasanlage
Alle BMW 5er der Baureihe E39 haben Hinterradantrieb. Anders als der Vorgänger E34 war der E39 nicht mit Allradantrieb lieferbar. Das Allradantriebssystem xDrive war erst für die Nachfolgemodelle E60/E61 erhältlich.
Laut BMW war der E39 das erste Großserienfahrzeug, dessen Fahrwerk nahezu vollständig aus Aluminium besteht. BMW bezeichnete es als „Leichtbaufahrwerk“. Aus Leichtmetall gefertigt sind die Vorder- und Hinterachsträger, Achslenker, Bremssättel (bei 535i und 540i bestehen die Bremssättel vorne stattdessen aus sphärischem Grauguss), Antriebswellen und die serienmäßigen Räder, die wie herkömmliche Stahlräder aus Bandmaterial-Felgen und Radschüsseln aus Blech zusammengeschweißt sind. Daraus hat sich laut BMW gegenüber einem Stahlfahrwerk eine Gewichtsersparnis von 36 Prozent oder rund 65 kg sowie eine erhebliche Verringerung der ungefederten Massen ergeben. Die vorderen Räder sind an MacPherson-Federbeinen und zwei Querlenkern aufgehängt (Doppelgelenk-Vorderachse), die hinteren an einer Mehrlenker-Integralhinterachse. Der 5er Touring hat eine Kompakt-Hinterachse mit nahezu liegenden Stoßdämpfern. Dadurch wurde die große Durchladebreite des Kofferraums ermöglicht. Die Modelle 528i Touring, 530i Touring und 540i Touring wurden serienmäßig mit einer Niveauregulierung mit Luftfederung an der Hinterachse ausgeliefert. Auch die übrigen Modelle des Touring und der Limousine konnten gegen Aufpreis damit ausgerüstet werden.
Alle Modelle sind rundum mit Scheibenbremsen ausgestattet. Diese sind in allen Modellen vorn sowie in allen Touring-Modellen auch hinten innenbelüftet. In der Limousine waren die hinteren Bremsscheiben vor Herbst 2000 nur in den Modellen 528i, 535i, 540i, 525d und 530d innenbelüftet; ab Herbst 2000 waren auch die hinteren Bremsscheiben der schwächeren Modelle innenbelüftet. Der Durchmesser der vorderen Bremsscheiben ist in den Modellen 530i, 535i, 540i und 530d (ab Herbst 2000) größer als in den schwächeren Modellen.
Die Abgasanlage ist aus rostfreien Edelstahl gefertigt. Die Schalldämpfungsanlage ist mit Helmholtz-Resonatoren ausgestattet, die tieffrequente Geräusche reduzieren.

## Ausstattung

### Getriebe

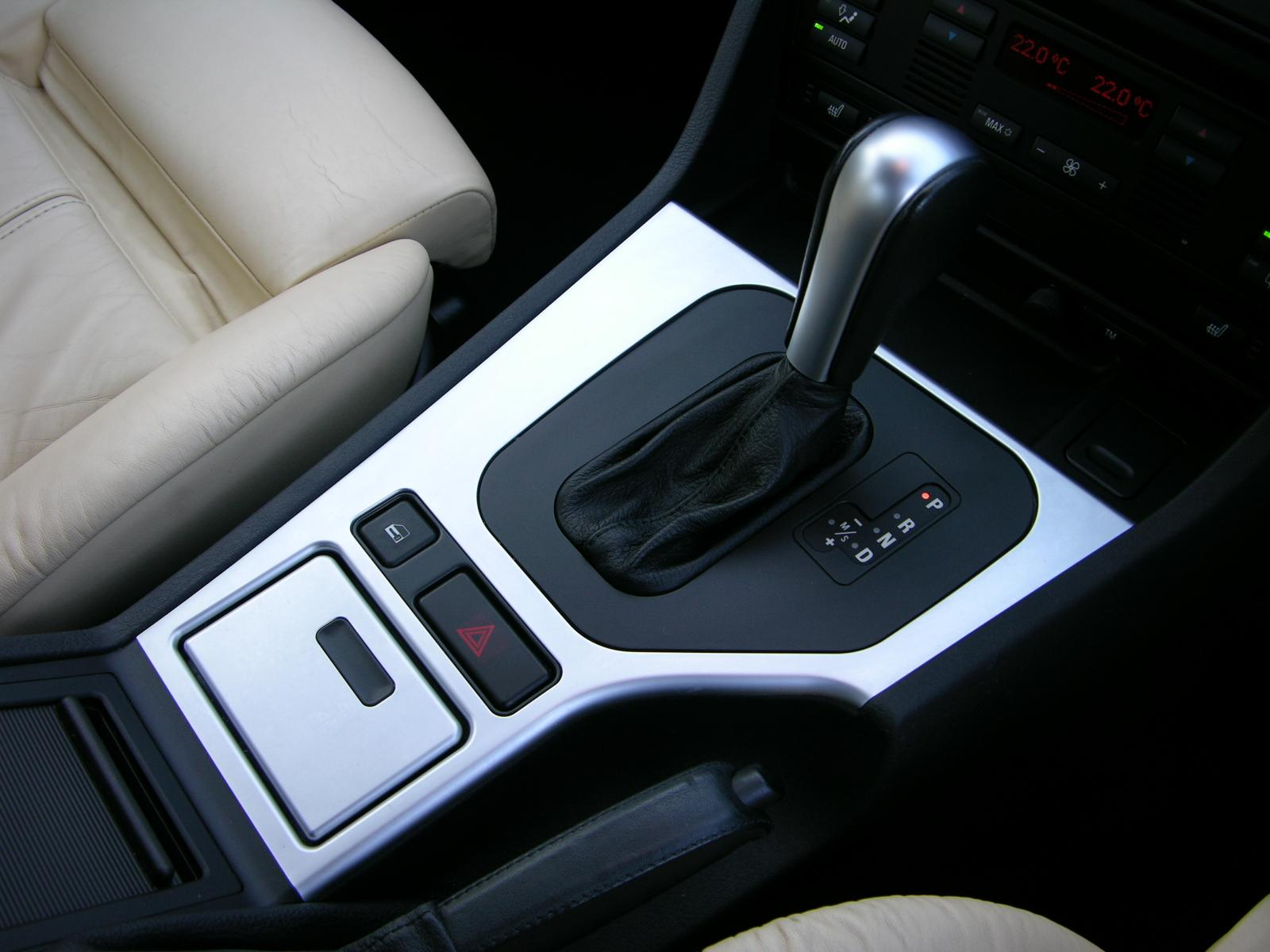
Wählhebel eines Automatik-Getriebes mit Steptronic

Der BMW 5er der Baureihe E39 war serienmäßig mit einem Fünfgang-Schaltgetriebe ausgestattet. Die beiden größeren V8-Modelle, der 540i sowie das Spitzenmodell E39 M5 sind serienmäßig mit einem Sechsgang-Schaltgetriebe ausgestattet. Für alle Modelle abgesehen von 520d und 525td war als Sonderausstattung ein elektrohydraulisch gesteuertes Fünfgang-Automatikgetriebe mit adaptiver Getriebesteuerung (AGS) erhältlich. Zusätzlich verfügt das Automatikgetriebe bei den Ottomotoren (bei 520i und 523i erst ab September 1996) sowie bei den Dieselmodellen 525d und 530d über eine Steptronic. Hierbei liegt links neben der Automatikgasse eine kurze zweite Kulisse. Wird der Wählhebel in die linke Kulisse auf Stellung „M/S“ geschoben, ruft die Automatik zunächst das Sportprogramm „S“ ab. Dieses dreht die einzelnen Schaltstufen höher aus und sperrt den fünften Gang. Durch den ersten manuellen Schaltbefehl aktiviert sich die Steptronic-Funktion: Bei Drücken nach vorn in Richtung des Pluszeichens schaltet die Automatik hoch, bei Ziehen nach hinten in Richtung des Minuszeichens schaltet die Automatik runter (Richtung später umgekehrt). Laut BMW sei die Automatik des im Herbst 1998 erschienenen 530d (sowie des 730d) erstmals in einem Dieselfahrzeug mit einer manuellen Steptronic-Funktion ausgestattet gewesen.

### Sicherheit
Alle BMW E39 waren serienmäßig mit einem Antiblockiersystem (ABS) und der automatischen Stabilitäts- und Traktionskontrolle ASC+T ausgestattet. Der E39 war der erste BMW mit serienmäßiger ASC+T. Um ein Durchdrehen der Räder zu verhindern, bremst ASC+T bis zu einer Geschwindigkeit von 40 km/h die Hinterräder unabhängig voneinander ab. Oberhalb von 40 km/h wird über das Motormanagement die Leistung zurückgenommen. Das Fahrstabilitätssystem DSC unterbindet eine Schleuderneigung durch Eingriff in das Motormanagement und Bremseingriff an den einzelnen Rädern. Nachdem DSC bereits ab September 1997 im 540i Automatic serienmäßig installiert war, zog DSC im Herbst 1998 in die Serienausstattung von 535i und 540i ein und war gegen Aufpreis auch für den 528i lieferbar. Zudem wurde DSC im Herbst 1998 um den Bremsassistenten DBC erweitert. Gegen Aufpreis war ab Herbst 1998 auch die Reifendruckkontrolle RDC erhältlich. Ab Frühjahr 2001 war das Fahrstabilitätssystem DSC abgesehen vom 520d in allen Modellen serienmäßig eingebaut, für den 520d jedoch auch nicht gegen Aufpreis erhältlich.
Zur passiven Sicherheitsausstattung des BMW E39 gehörten ab Produktionsbeginn serienmäßig zwei Frontairbags, fünf Kopfstützen und fünf Dreipunkt-Sicherheitsgurte, vorne mit Gurtstraffern und Gurtkraftbegrenzern. Ab September 1996 umfasste die Serienausstattung auch Seitenairbags. Im September 1997 wurde die Sicherheitsausstattung um serienmäßige ITS-Kopfairbags ergänzt, während gegen Aufpreis auch Fond-Seitenairbags lieferbar waren. Ab Herbst 1997 verfügte der BMW E39 über eine Sicherheitsbatterieklemme. Diese trennt bei einem Unfall das Starterkabel pyrotechnisch von der Batterie, um einen Kurzschluss zu verhindern und dadurch das Brandrisiko zu vermindern. Ab Herbst 2000 wurde der 5er bei Bestellung von Fond-Seitenairbags zusätzlich mit Fond-Kopfairbags ausgerüstet. Dadurch erhöhte sich die Anzahl der verfügbaren Airbags auf insgesamt zehn Stück.

### Komfort

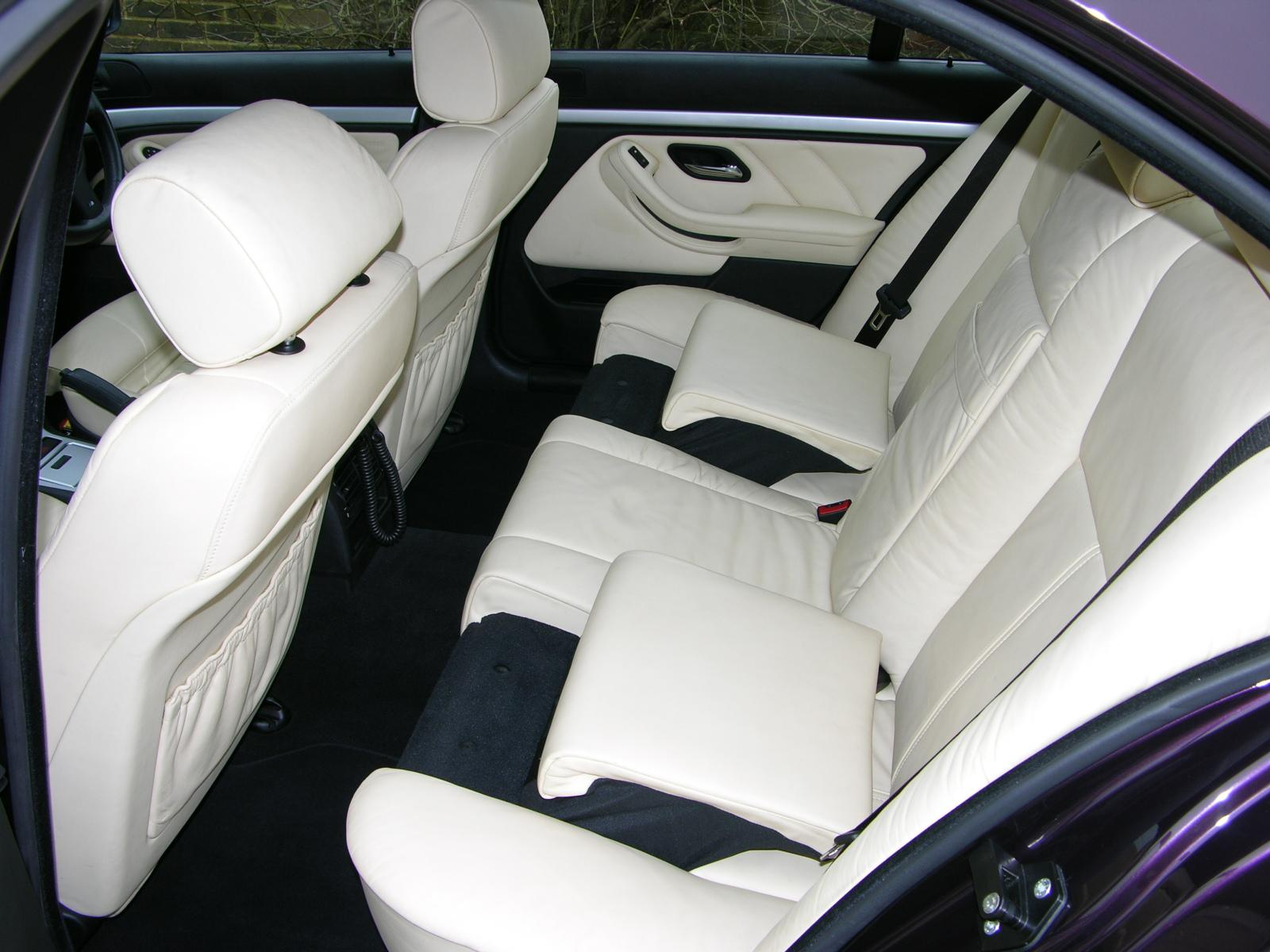
Integrierte, ausklappbare Kindersitze für die Fondsitzbank

Die Sitze des BMW E39 sind konzeptionell von denen des 7er (E38) hergeleitet. Das Schwingungsverhalten der Sitze ist auf Federn und Dämpfer des Fahrwerks abgestimmt. Im Inneren der Sitze befindet sich ein Luftaustauschsystem, das Wärme und Feuchtigkeit ableitet. Gegen Aufpreis waren eine elektrische Verstellung und eine Lordosenstütze lieferbar. Ebenfalls gegen Aufpreis waren Sportsitze erhältlich. Diese verfügen über eine ausgeprägtere Konturierung, eine straffere Polsterung und eine in der Länge verstellbare Oberschenkelauflage. Außerdem konnte der E39 mit Komfortsitzen ausgestattet werden, die weicher gepolstert sind und eine Lordosenstütze und eine Verstellmöglichkeit des oberen Lehnenbereichs aufweisen. 1999 wurde das Angebot an Sonderausstattungen um Aktivsitze ergänzt. Diese basieren auf den Komfortsitzen und erzeugen mit Hilfe zweier hydraulischer Kammern unter der Sitzfläche leichte seitliche Kippbewegungen des Beckens. Für die Fondsitzbank waren zwei integrierte, ausklappbare Kindersitze erhältlich. Alle Sitze konnten unabhängig voneinander in der Höhe und der Neigung verstellt werden.
Zur Serienausstattung gehörte ein Heizungs- und Lüftungssystem mit 14 Düsen und Umlufttaste. Regeln lassen sich die Temperatur (für Fahrer und Beifahrer getrennt), die Luftmengenverteilung und der Luftdurchsatz. Enthalten ist ein Mikrofilter für Blütenpollen oder Ruß. Als Sonderausstattung war eine Klimaautomatik erhältlich, in die ein Aktivkohlefilter und die automatische Umluftkontrolle AUC integriert sind. Diese ermittelt über einen Sensor die Qualität der Außenluft und schaltet ab einer definierten Schadstoffbelastung für begrenzte Zeit auf Umluftbetrieb. In den Modellen 535i und 540i war die Klimaautomatik ab September 1997 serienmäßig enthalten. Ab Herbst 1998 waren alle übrigen Modelle serienmäßig mit einer manuellen Klimaanlage ausgestattet.
Als Sonderausstattung war ein Multifunktionslenkrad erhältlich, über dessen integrierte Tasten sich verschiedene Funktionen bedienen lassen. Dazu zählen das Radio, die Geschwindigkeitsregelanlage und die Umluftfunktion oder Sonderausstattungen wie das Autotelefon und die Lenkradheizung. Die Modelle 535i und 540i wurden serienmäßig mit einem Multifunktionslenkrad ausgeliefert.
Eine weitere Sonderausstattung war die Doppelverglasung der Seitenscheiben, bei der zwischen der äußeren und inneren Scheibe ein drei Millimeter großer Luftspalt liegt. Die Doppelverglasung diente der Innengeräuschdämmung und der Temperaturisolierung. Ab Frühjahr 1998 war auf Wunsch eine Infrarot-reflektierende Frontscheibe lieferbar, welche die Aufheizung des Innenraums durch Sonneneinstrahlung reduzieren sollte.
Als Weltneuheit war für den BMW E39 optional ein Latentwärmespeicher erhältlich. Er speichert die im Heizkreislauf überschüssige Motorrestwärme und gibt sie bei späterem Energiebedarf wieder ab. Der Latentwärmespeicher sorgt nach einem Kaltstart für eine schnelle Aufheizung des Innenraums und Entfrostung der Scheiben. Laut BMW werden an den Heizungsdüsen bereits nach einer Minute Luftausblastemperaturen von bis zu 40 °C gemessen. Außerdem sorge der Latentwärmespeicher für eine verkürzte Motorwarmlaufphase, wodurch Verbrauch und Abgasemissionen gesenkt werden. Einige Jahre nach Markteinführung wurde der Latentwärmespeicher wieder von der Liste der Sonderausstattungen gestrichen.
Ab Herbst 1998 war serienmäßig eine Car und Key Memory eingebaut. Über die Car Memory können grundsätzliche Fahrzeugfunktionen individuell eingestellt werden. Über die Key Memory können für die verschiedenen Fernbedienungsschlüssel eines Fahrzeugs individuelle Einstellungen von Fahrzeugfunktionen (beispielsweise der elektrischen Sitzverstellung oder der Klimaautomatik) programmiert werden.

### Multimedia
Zur Verfügung standen zwei verschiedene Ausführungen von Bordcomputern inklusive Check-Control: Eine Ausführung mit Piktogrammanzeige sowie eine Ausführung mit alphanumerischer Anzeige und Multi-Informations-Display (MID). Alle Modelle verfügten ab September 1997 serienmäßig über einen Bordcomputer; in den Sechszylinder-Modellen mit Piktogrammanzeige, in den Modellen 535i und 540i mit alphanumerischer Anzeige und Multi-Informations-Display (MID).
Bei den Modellen bis 2,5 Liter Hubraum enthielt die Serienausstattung das Radio BMW Reverse, bei den Modellen ab 2,8 Liter Hubraum das Radio BMW Business. Letzteres verfügt über ein Multi-Informations-Display (MID), sechs Lautsprecher, eine Verstärkerleistung von 4 × 20 Watt und drei in die Heckscheibe integrierte Antennen. Gegen Aufpreis konnte das Cassetten-Laufwerk des Radios BMW Business durch ein CD-Laufwerk ersetzt werden. Das teuerste Radio war das BMW Professional. Darüber hinaus waren auf Wunsch ein HiFi-Lautsprechersystem und das HiFi-System Professional DSP mit digitalem Sound-Prozessor lieferbar.
Auf Wunsch waren auch ein D-Netz-Autotelefon, eine Handy-Vorbereitung und ein satellitengestütztes Navigationssystem mit Bordmonitor und (nur bei Fahrzeugstillstand nutzbarer) TV-Funktion lieferbar. Die Zielführung des Navigationssystems lässt sich sowohl per Routenkarte in verschiedenen Maßstäben als auch per Richtungspfeil darstellen. Später wurde das Navigationssystem um eine dynamische Zielführung (TMC) ergänzt. Für das Autotelefon und das Navigationssystem war ab Herbst 1998 optional eine Sprachsteuerung verfügbar. Mittels Spracheingabe können Rufnummern oder Namen gewählt oder bestimmte Funktionen des Navigationssystems abgerufen werden, ohne die Hände vom Lenkrad zu nehmen. Anfangs nur in deutscher Sprache angeboten, standen ab Frühjahr 1999 weitere europäische Sprachen zur Auswahl. In Verbindung mit Telefon und Navigationssystem war ab Frühjahr 1999 der Telematikdienst BMW Assist erhältlich. Bei einem Unfall, bei dem mindestens ein Airbag ausgelöst worden ist, setzt BMW Assist automatisch einen Notruf ab und übermittelt den Standort des Fahrzeugs.

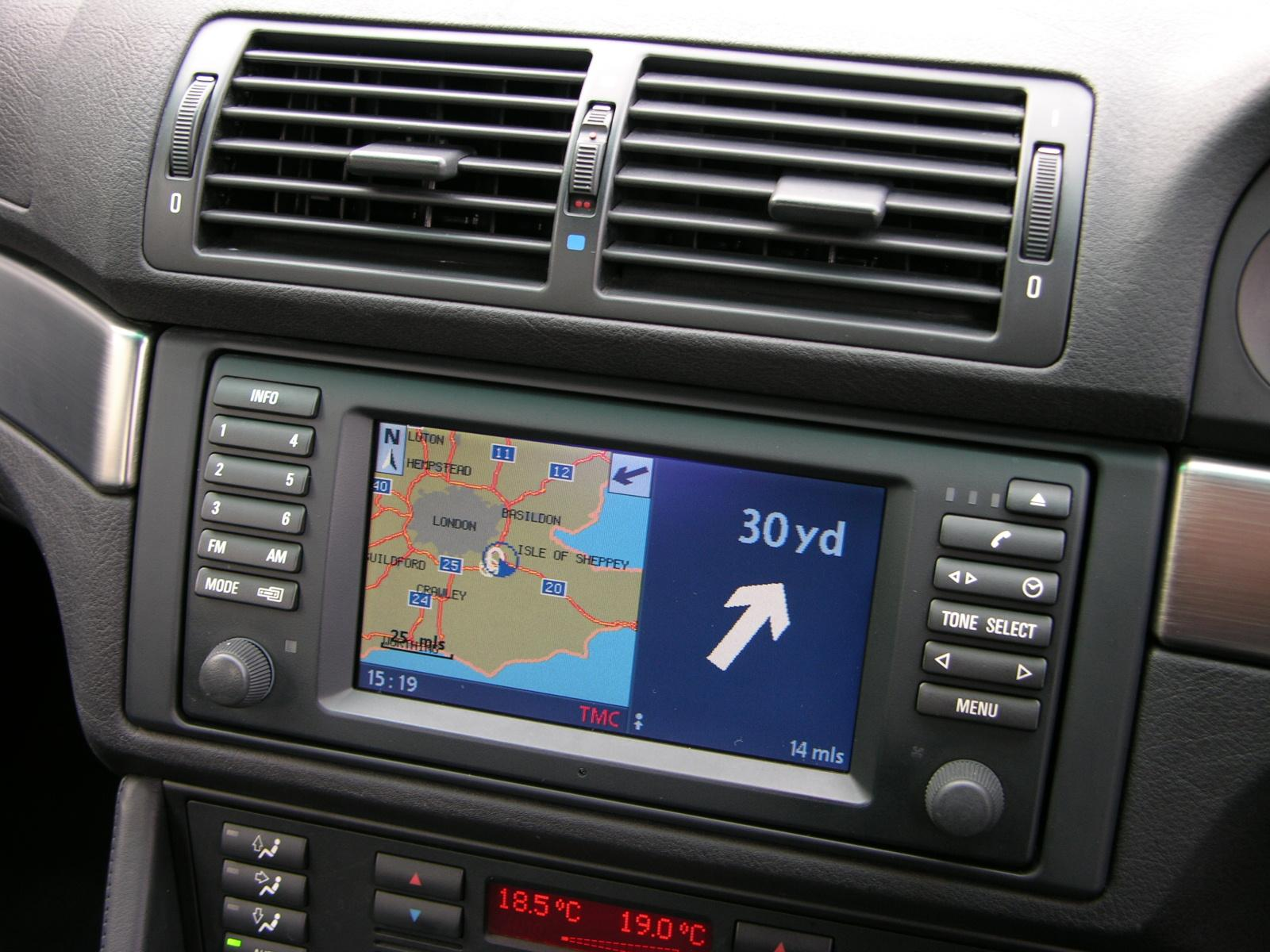
Navigationssystem Professional mit 16:9-Bildschirm und Splitscreen

Im Herbst 2000 erhielt das Navigationssystem einen 6,5 Zoll großen 16:9-Bildschirm, welcher den bisherigen 4:3-Bildschirm ablöste. Zugleich erhielt das Autotelefon einen schnurlosen Hörer. Ab Herbst 2001 verfügte das Navigationssystem Professional über eine geteilte Bildschirmanzeige. Damit können neben der Routenführung zeitgleich auch andere Bordmonitorfunktionen dargestellt werden. Für BMW 5er, die ab September 2000 produziert worden sind, ließ sich die Splitscreen-Software nachrüsten. Ab 2002 wurde das Navigationssystem bei verringertem Preis standardmäßig ohne TV-Funktion ausgeliefert. Für die ab September 2002 produzierten 5er ließ sich ab Herbst 2005 eine verbesserte Grafik der Navigationskarte per Softwareupdate aufspielen.
Ab September 2002 bot BMW eine Handy-Vorbereitung mit Bluetooth-Schnittstelle an. Ab Herbst 2003 waren eine Front- und eine Rückfahrkamera erhältlich. Diese sind in die Frontschürze unterhalb des Kennzeichens und in den Kofferraumdeckel neben die Kennzeichenbeleuchtung integriert. Die Übertragung des Sichtfelds erfolgt auf den Bordmonitor des Navigationssystem Professional, das als Voraussetzung geordert werden musste. Zudem war ab Herbst 2003 das Radio-Navigationssystem BMW TrafficPro mit TMC erhältlich.

### Ausstattungspakete
BMW bot für den 5er verschiedene Ausstattungspakete mit bestimmten Zusammenstellungen von Sonderausstattungen an.

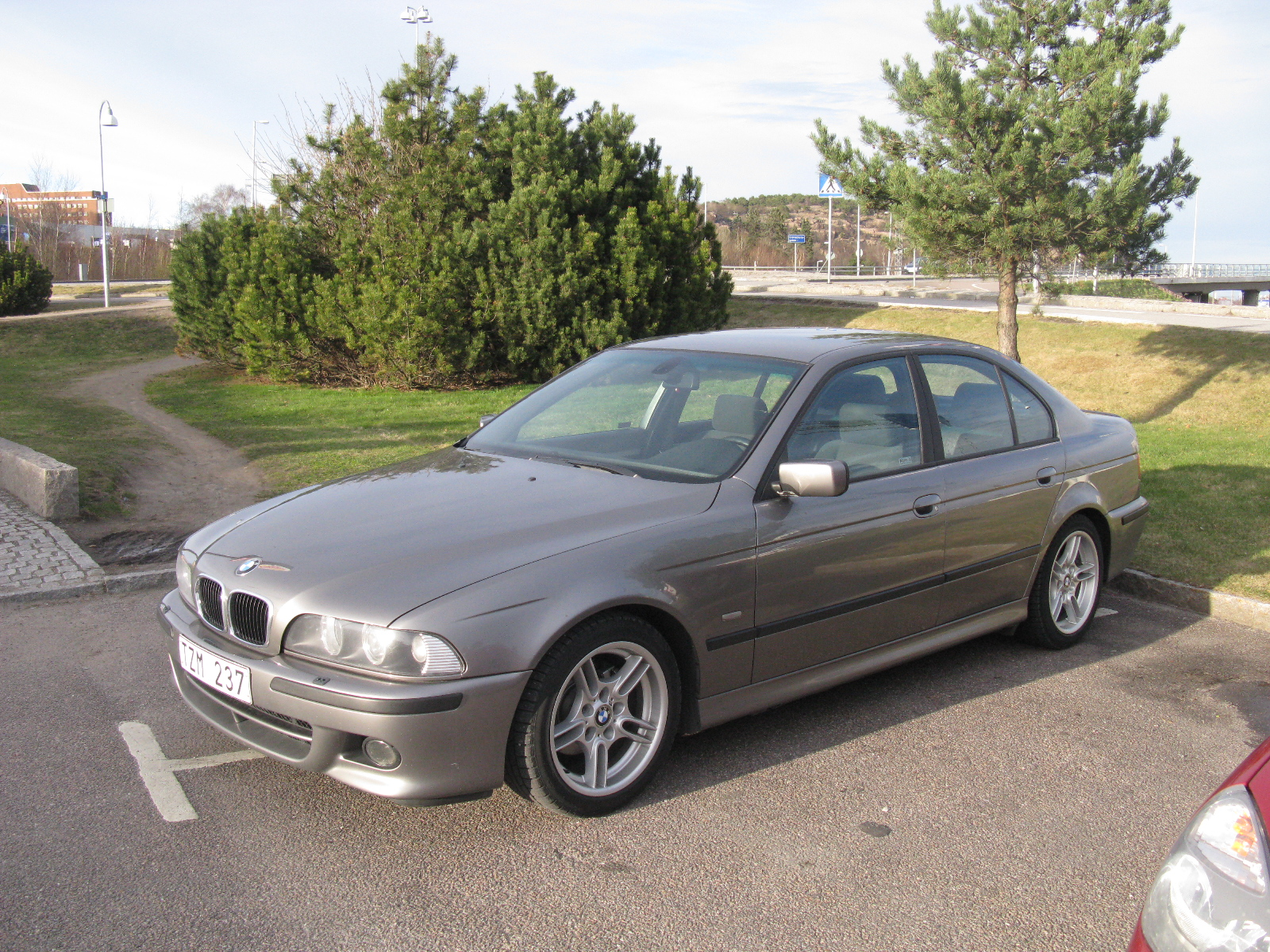
5er Limousine mit M Sportpaket (Facelift-Modell ab 2000)

- M Sportpaket: Es wurde ab Frühjahr 1999 für die Limousine[31] sowie ab Frühjahr 2001 für den Touring[25] angeboten. Zur Exterieur-Ausstattung gehören das M Aerodynamikpaket, die M Leichtmetallräder 17″ Parallelspeiche 66, Nebelscheinwerfer, weiße Blinkleuchten, das M Sportfahrwerk II (nur für die Limousine) oder eine sportliche Fahrwerksabstimmung mit Niveauregulierung (nur für den Touring), eine Shadow Line (nur für Sechszylinder) oder Hochglanz Shadow Line (nur für Achtzylinder), schwarze Stoßleisten und ein verchromtes Auspuffendrohr (nur für Benziner). Zur Interieur-Ausstattung gehören Sportsitze für Fahrer und Beifahrer, die Polsterung Stoff M Flachgewebe/Alcantara in anthrazit, das M Lederlenkrad (für Achtzylinder mit Multifunktion), Interieurleisten mattchrom (für Sechszylinder, wahlweise ohne Aufpreis für Achtzylinder) oder in der Edelholzausführung Nussbaumwurzel (nur für Achtzylinder), der Dachhimmel in anthrazit, die M Aluminiumfußstütze und Einstiegsleisten mit M-Emblem.[21][37] Das M Sportpaket bietet bei der Limousine an der Vorder- und Hinterachse um ca. 50 Prozent höhere Abtriebswerte.[31] Im September 2001 wurde das M Sportpaket durch die Edition Sport ersetzt, in welcher der Ausstattungsumfang des M Sportpaket vollständig enthalten ist.[30]
- Exclusivpaket: Es wurde ab Frühjahr 1999 angeboten.[31] Enthalten waren ein elektrisches Glas-Schiebe-Hebedach, eine elektrische Sitzverstellung für Fahrer und Beifahrer mit Memory-Funktion für den Fahrersitz, eine Sitzheizung für Fahrer und Beifahrer, die Polsterung Leder Montana und Velours-Fußmatten.[21] Mit Erscheinen der Editionen im September 2001 wurde das Exclusivpaket aus dem Programm genommen.[30]
- Businesspaket: Es wurde ab Frühjahr 1999 angeboten.[31] Enthalten waren automatisch abblendende Innen- und Außenspiegel (mit Anklappfunktion), die Einparkhilfe PDC, Xenon-Abblendlicht, eine Scheinwerfer-Waschanlage, ein Regensensor, eine Klimaautomatik, der Bordcomputer mit alphanumerischer Anzeige und Multifunktionstasten für das Lenkrad.[21]
- Premiumpaket: Es wurde ab Mai 2002[38] für die Vier- und Sechszylinder-Modelle angeboten und war nicht mit den Editionen kombinierbar. Enthalten waren eine Metallic-Lackierung, das Radio BMW Business, ein elektrisches Glas-Schiebe-Hebedach und Velours-Fußmatten. Das Cassetten-Laufwerk des Radio BMW Business konnte wahlweise ohne Aufpreis durch ein CD-Laufwerk ersetzt werden.[22]

### Individual
BMW bot für den E39 eine Personalisierung des Interieurs als auch des Exterieurs an, welche als BMW Individual bezeichnet wurde. Darunter versteht man besondere Lack- und Materialkombinationen.
- Individual LackierungenScarabäus grün (490) M5 Individual

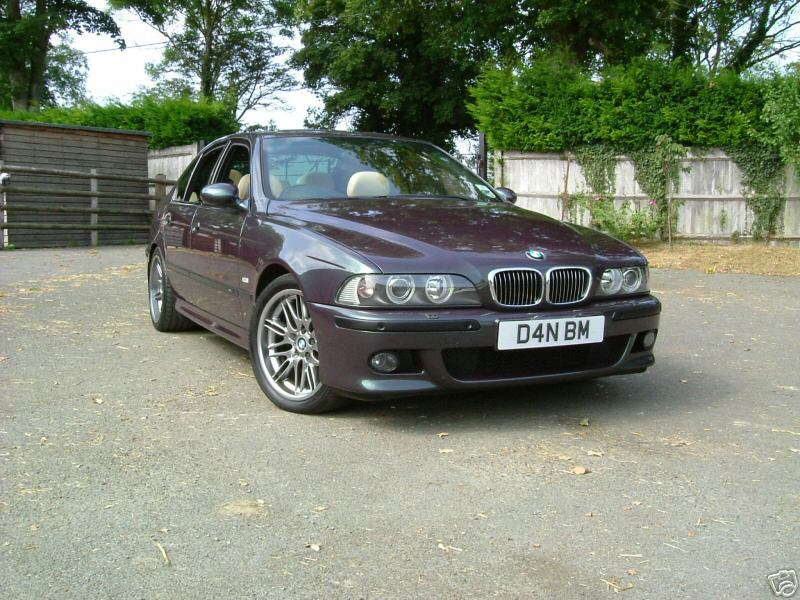
Scarabäus grün (490) M5 Individual

- Polsterung in Individual Collectionsfarben
- Lenkradkranz mit farbigem Leder
- Edelholzausführung aus Individual Collection
- Interieurleisten mit Leder bezogen
- Bodenverkleidung und Fußmatten in Individual Collectionsfarben

### Editionen und Highline
Im September 2001 führte BMW die Editionen Exclusive, Lifestyle und Sport ein. Sie zeichnen sich durch einen vergrößerten Ausstattungsumfang sowie durch exklusiv für die jeweiligen Editionen entworfene Lackfarben, Leichtmetallfelgen, Polsterungen, Interieurleisten und mattchrome Ringe um die Rundinstrumente aus. Zur Grundausstattung aller Editionen gehören eine Dachreling (nur für den Touring), ein elektrisches Sonnenschutzrollo für die Heckscheibe (nur für die Limousine), weiße Blinkleuchten, eine Sitzheizung für Fahrer- und Beifahrer, eine verschiebbare Armauflage vorn, Getränkehalter vorn, ein automatisch abblendender Innenspiegel und Velours-Fußmatten. Bei den Modellen 535i und 540i enthält die Grundausstattung zusätzlich eine elektrische Sitzverstellung für Fahrer und Beifahrer. Der 520d war nicht als Edition Sport erhältlich. Darüber hinaus weisen die Editionen folgende Besonderheiten auf:
|                  | Edition Exclusive | Edition Lifestyle | Edition Sport |
| ---------------- | --- | --- | --- |
| Exklusiv-Farben  | Chiarettorot metallic, Kalaharibeige metallic | Bluewater metallic, Sterlinggrau metallic, Black sapphire metallic | Imolarot uni |
| Räder            | Leichtmetallräder Radialspeiche 50 7J x 16 mit Reifen 225/55 R 16 | Leichtmetallräder Y-Speiche 80 8J × 17 mit Reifen 235/45 R 17 | Leichtmetallräder M Parallelspeiche 66 vorn: 8J × 17 mit Reifen 235/45 R 17 hinten: 9J × 17 mit Reifen 255/40 R 17 (Limousine) hinten: 8J × 17 mit Reifen 235/45 R 17 (Touring) |
| Polster          | Leder Exclusive | Stoff/Leder Lifestyle | Stoff M Flachgewebe Alcantara |
| Interieurleiste  | Muschelahorn kombiniert mit schwarzem Klavierlack | Gittergalvanik | mattchrom (Sechszylinder) Edelholzausführung Nussbaum (Achtzylinder) |
| Lenkrad          | Holz/Leder-Lenkrad | Sport-Lederlenkrad | M Lederlenkrad |
| Stoßleisten      | lackiert mit Chromeinlage | lackiert ohne Chromeinlage | schwarz |
| Weitere Merkmale | Einstiegsleisten mit Chromeinlage Instrumententafel schwarz Metallic-Lackierung Multifunktionstasten für das Lenkrad Spiegeldreieck, B-Säule und Fenstersteg in hochglanz schwarz Zierleiste an Heckklappe in Chrom | Dachhimmel anthrazit Einstiegsleisten mit Chromeinlage M Sportfahrwerk (Limousine) Metallic-Lackierung Niveauregulierung (Touring) Shadow-Line Sportliche Fahrwerksabstimmung (Touring) Sportsitze für Fahrer und Beifahrer | Dachhimmel anthrazit Einstiegsleisten mit M-Emblem M Aerodynamikpaket M Aluminiumfußstütze M Sportfahrwerk II (Limousine) Niveauregulierung (Touring) Shadow-Line (Sechszylinder) Shadow-Line hochglänzend (Achtzylinder) Sportliche Fahrwerksabstimmung (Touring) Uni-Lackierung Sportsitze für Fahrer und Beifahrer Verchromtes Auspuffendrohr |
| Quelle:          | | | |

Ab Januar 2003 waren für die 5er Limousine die Sondermodelle Highline Exclusive und Highline Sport erhältlich. Diese waren ausschließlich für den deutschen Markt bestimmt. Ihr Ausstattungsumfang basiert auf den Editionen Exclusive und Sport. Besonderheiten sind darüber hinaus die Sonderfarbe Carbonschwarz metallic und Nierenlängsstäbe in Chrom, wie sie sonst den Achtzylinder-Modellen vorbehalten waren. Die Sondermodelle verfügen über Interieurleisten in der Edelholzausführung Birke anthrazit, die ebenfalls nicht als Sonderausstattung über die reguläre Preisliste bestellbar war. Bei der erweiterten Lederausstattung Walknappa sind zusätzlich die Mittelkonsole und die Türzuziehgriffe mit Leder bezogen. Dieses ist champagnerfarben in der Variante Highline Exclusive oder zimtfarben in der Variante Highline Sport. Die Farbe der Velours-Fußmatten ist anthrazit, ihre Einfassung ist champagnerfarben in der Variante Highline Exclusive oder zimtfarben in der Variante Highline Sport. Der Highline Exclusive ist mit einem Sport-Lederlenkrad mit Lenkradspange in Birke anthrazit ausgestattet. Beim M Lederlenkrad der Highline Sport ist der Lenkradkranz zimtfarben, während die Griffflächen schwarz sind. Der 520d war nicht als Highline Sport erhältlich.
Ab September 2003 waren für den 5er Touring die Sondermodelle Highline Exclusive und Highline Sport erhältlich. Wie auch bei den gleichnamigen Varianten der Limousine basiert ihr Ausstattungsumfang auf den Editionen Exclusive und Sport. Die Besonderheiten von Highline Exclusive und Highline Sport des Touring entsprechen weitgehend denen der gleichnamigen Sondermodelle der Limousine. Die Unterschiede liegen in der Farbauswahl für die Lederausstattung und die Einfassung der Velours-Fußmatten: Sowohl für Highline Exclusive als auch für Highline Sport waren die Farben zimt oder bicolor grau wählbar.

### Behördenfahrzeuge Polizei / Bundespolizei
Der E39 wurde in einer Behördenversion (werksintern „Einsatzfahrzeug offen“) angeboten und in größeren Stückzahlen von der deutschen Polizei (u. a. Polizei Bayern, Polizei Berlin) und der Bundespolizei als Streifenwagen beschafft. Zum Großteil handelte es sich dabei um das Modell 525d. Diese E39-Streifenwagen wurden ab Werk im Farbton „Titansilber metallic“ und mit grüner Folierung ausgeliefert. Die Behördenversion beinhaltete eine Sondersignalanlage vom Typ Hella RTK-6, eine erweiterte Energieversorgung (leistungsstärkere Lichtmaschine, Zusatzbatterie), die Vorbereitung für das Behördenfunksystem, ein massives Kofferraumtrenngitter sowie diverse Halterungen für die Polizeiausrüstung. Die Bereitschaftspolizei beschaffte zudem deutschlandweit eine Flotte von 525d Tourings als bundeseinheitliche Führungsfahrzeuge.

## BMW M5

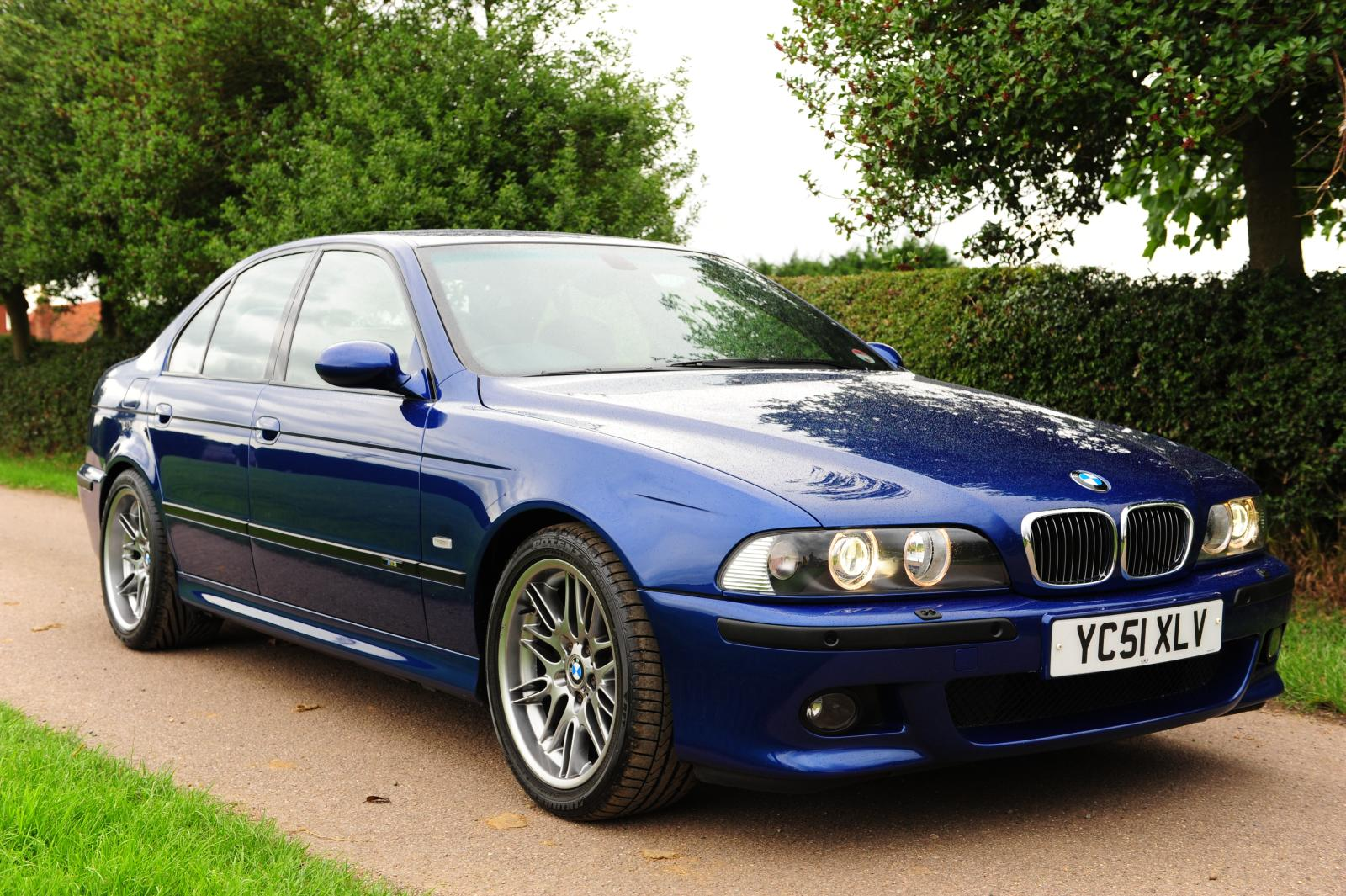
BMW M5 (Facelift-Modell ab 2000)

Das Sportmodell M5 hatte im März 1998 auf dem Genfer Auto-Salon seine Weltpremiere und kam im Herbst 1998 auf den Markt. Der M5 der Baureihe E39 wurde im Gegensatz zu seinem Vorgänger der Baureihe E34 nur als Limousine angeboten und war nicht als Touring erhältlich. Sein Fünfliter-V8-Saugmotor leistet 294 kW (400 PS), womit er der stärkste bis dato produzierte BMW-Serienmotor war. Das Triebwerk entwickelt ein Drehmoment von maximal 500 Nm und ist an ein Sechsgang-Schaltgetriebe gekoppelt. Das äußerliche Erscheinungsbild des M5 entspricht weitestgehend den Modellen der 5er Reihe mit M Sportpaket oder der Edition Sport, unterscheidet sich jedoch von diesen durch:
- eine Duplex-Auspuffanlage mit vier Endrohren (statt eines einzelnen Endrohrs beim M Sportpaket oder der Edition Sport)
- eine geänderte Frontstoßstange (baugleich mit der Frontstoßstange, die auch beim M Sportpaket oder der Edition Sport Verwendung findet, jedoch ohne die mittlere Querstrebe und mit geändertem Gitter)
- abgerundete Außenspiegel mit Spiegelhaltern in Wagenfarbe (statt kantigeren Außenspiegeln mit schwarzen Spiegelhaltern beim M Sportpaket oder der Edition Sport)
- spezielle 18-Zoll-Leichtmetallfelgen mit Breitreifen der Dimensionen 245/40 R 18 und 275/35 R 18 (statt 17-Zoll-Leichtmetallfelgen mit 235/45 R 17 und 255/40 R 17 beim M Sportpaket oder der Edition Sport)

Die Produktion des M5 war in die reguläre Fertigung der 5er-Reihe im BMW-Werk Dingolfing integriert. Bis zum Auslaufen der Produktion im Juni 2003 wurden rund 20.500 Einheiten hergestellt.

## Forschungsfahrzeug 523g
Auf der Internationalen Automobil-Ausstellung in Frankfurt 1999 stellte BMW das Forschungsfahrzeug 523g vor. Sein 135 kW (184 PS) leistender Dreiliter-Sechszylindermotor wird ausschließlich mit Erdgas betrieben. Der 523g ist nach der kalifornischen Luftreinhaltungskommission CARB ein Equivalent Zero Emission Vehicle (EZEV).

## Technische Daten

### Ottomotoren und Fahrleistungen
| Modell                                                                  | Karosserie  | Hubraum  | Zylinder | Ventile | max. Leistung                    | max. Drehmoment     | Höchstgeschwindigkeit | Beschleunigung 0–100 km/h | Bauzeit   | Motorcode | Tankinhalt | Verbrauch laut Hersteller |
| ----------------------------------------------------------------------- | ----------- | -------- | -------- | ------- | -------------------------------- | ------------------- | --------------------- | ------------------------- | --------- | --------- | ---------- | ------------------------- |
| 520i                                                                    | Limousine   | 1991 cm³ | R6       | 24      | 110 kW (150 PS) bei 5900/min (1) | 190 Nm bei 4200/min | 220 km/h [210 km/h]   | 10,2 s [11,2 s]           | 1995–1998 | M52B20    | 70 l       | 9,0 Liter Super           |
| 520i                                                                    | Touring (4) | 1991 cm³ | R6       | 24      | 110 kW (150 PS) bei 5900/min (1) | 190 Nm bei 4200/min | 212 km/h [209 km/h]   | 10,6 s [11,9 s]           | 1995–1998 | M52B20    | 70 l       | 9,6 Liter Super           |
| 520i                                                                    | Limousine   | 1991 cm³ | R6       | 24      | 110 kW (150 PS) bei 5900/min (1) | 190 Nm bei 3500/min | 220 km/h [210 km/h]   | 10,2 s [11,5 s]           | 1998–2000 | M52B20TU  | 70 l       | 9,0 Liter Super           |
| 520i                                                                    | Touring     | 1991 cm³ | R6       | 24      | 110 kW (150 PS) bei 5900/min (1) | 190 Nm bei 3500/min | 212 km/h [209 km/h]   | 10,6 s [12,2 s]           | 1998–2000 | M52B20TU  | 70 l       | 9,0 Liter Super           |
| 520i                                                                    | Limousine   | 2171 cm³ | R6       | 24      | 125 kW (170 PS) bei 6100/min (2) | 210 Nm bei 3500/min | 226 km/h [220 km/h]   | 9,1 s [10,2 s]            | 2000–2004 | M54B22    | 70 l       | 9,9 Liter Super           |
| 520i                                                                    | Touring     | 2171 cm³ | R6       | 24      | 125 kW (170 PS) bei 6100/min (2) | 210 Nm bei 3500/min | 223 km/h [217 km/h]   | 9,5 s [10,5 s]            | 2000–2004 | M54B22    | 70 l       | 10,2 Liter Super          |
| 523i                                                                    | Limousine   | 2494 cm³ | R6       | 24      | 125 kW (170 PS) bei 5500/min (3) | 245 Nm bei 3950/min | 228 km/h [226 km/h]   | 8,5 s [9,6 s]             | 1995–1998 | M52B25    | 70 l       | 9,4 Liter Super           |
| 523i                                                                    | Touring (4) | 2494 cm³ | R6       | 24      | 125 kW (170 PS) bei 5500/min (3) | 245 Nm bei 3950/min | 222 km/h [220 km/h]   | 8,9 s [10,0 s]            | 1995–1998 | M52B25    | 70 l       | 9,8 Liter Super           |
| 523i                                                                    | Limousine   | 2494 cm³ | R6       | 24      | 125 kW (170 PS) bei 5500/min (3) | 245 Nm bei 3500/min | 228 km/h [226 km/h]   | 8,5 s [9,7 s]             | 1998–2000 | M52B25TU  | 70 l       | 9,4 Liter Super           |
| 523i                                                                    | Touring     | 2494 cm³ | R6       | 24      | 125 kW (170 PS) bei 5500/min (3) | 245 Nm bei 3500/min | 224 km/h [222 km/h]   | 8,9 s [10,2 s]            | 1998–2000 | M52B25TU  | 70 l       | 9,8 Liter Super           |
| 525i                                                                    | Limousine   | 2494 cm³ | R6       | 24      | 141 kW (192 PS) bei 6000/min     | 245 Nm bei 3500/min | 238 km/h [232 km/h]   | 8,1 s [8,9 s]             | 2000–2004 | M54B25    | 70 l       | 9,4 Liter Super           |
| 525i                                                                    | Touring     | 2494 cm³ | R6       | 24      | 141 kW (192 PS) bei 6000/min     | 245 Nm bei 3500/min | 235 km/h [229 km/h]   | 8,5 s [9,3 s]             | 2000–2004 | M54B25    | 70 l       | 9,8 Liter Super           |
| 528i                                                                    | Limousine   | 2793 cm³ | R6       | 24      | 142 kW (193 PS) bei 5300/min     | 280 Nm bei 3950/min | 236 km/h [234 km/h]   | 7,5 s [8,8 s]             | 1995–1998 | M52B28    | 70 l       | 9,5 Liter Super           |
| 528i                                                                    | Touring (4) | 2793 cm³ | R6       | 24      | 142 kW (193 PS) bei 5300/min     | 280 Nm bei 3950/min | 229 km/h [227 km/h]   | 7,9 s [9,1 s]             | 1995–1998 | M52B28    | 70 l       | 9,8 Liter Super           |
| 528i                                                                    | Limousine   | 2793 cm³ | R6       | 24      | 142 kW (193 PS) bei 5500/min     | 280 Nm bei 3500/min | 240 km/h [235 km/h]   | 7,5 s [8,8 s]             | 1998–2000 | M52B28TU  | 70 l       | 9,5 Liter Super           |
| 528i                                                                    | Touring     | 2793 cm³ | R6       | 24      | 142 kW (193 PS) bei 5500/min     | 280 Nm bei 3500/min | 233 km/h [229 km/h]   | 7,9 s [9,3 s]             | 1998–2000 | M52B28TU  | 70 l       | 9,8 Liter Super           |
| 530i                                                                    | Limousine   | 2979 cm³ | R6       | 24      | 170 kW (231 PS) bei 5900/min     | 300 Nm bei 3500/min | 250 km/h [244 km/h]   | 7,1 s [7,6 s]             | 2000–2004 | M54B30    | 70 l       | 9,5 Liter Super           |
| 530i                                                                    | Touring     | 2979 cm³ | R6       | 24      | 170 kW (231 PS) bei 5900/min     | 300 Nm bei 3500/min | 250 km/h [241 km/h]   | 7,5 s [7,9 s]             | 2000–2004 | M54B30    | 70 l       | 9,9 Liter Super           |
| 535i                                                                    | Limousine   | 3498 cm³ | V8       | 32      | 173 kW (235 PS) bei 5700/min     | 320 Nm bei 3300/min | 247 km/h [244 km/h]   | 7,0 s [7,7 s]             | 1996–1998 | M62B35    | 70 l       | 11,2 Liter Super          |
| 535i                                                                    | Limousine   | 3498 cm³ | V8       | 32      | 180 kW (245 PS) bei 5800/min     | 345 Nm bei 3800/min | 250 km/h [247 km/h]   | 6,9 s [7,6 s]             | 1998–2003 | M62B35TU  | 70 l       | 11,6 Liter Super          |
| 540i                                                                    | Limousine   | 4398 cm³ | V8       | 32      | 210 kW (286 PS) bei 5700/min     | 420 Nm bei 3900/min | 250 km/h [250 km/h]   | 6,2 s [6,4–6,5 s]         | 1996–1998 | M62B44    | 70 l       | 12,1 Liter Super          |
| 540i                                                                    | Touring (4) | 4398 cm³ | V8       | 32      | 210 kW (286 PS) bei 5700/min     | 420 Nm bei 3900/min | 250 km/h [250 km/h]   | 6,3 s [6,7 s]             | 1996–1998 | M62B44    | 70 l       | 12,4 Liter Super          |
| 540i                                                                    | Limousine   | 4398 cm³ | V8       | 32      | 210 kW (286 PS) bei 5400/min     | 440 Nm bei 3600/min | 250 km/h [250 km/h]   | 6,2 s [6,3 s]             | 1998–2004 | M62B44TU  | 70 l       | 12,1 Liter Super          |
| 540i                                                                    | Touring     | 4398 cm³ | V8       | 32      | 210 kW (286 PS) bei 5400/min     | 440 Nm bei 3600/min | 250 km/h [250 km/h]   | 6,3 s [6,7 s]             | 1998–2004 | M62B44TU  | 70 l       | 12,4 Liter Super          |
| M5                                                                      | Limousine   | 4941 cm³ | V8       | 32      | 294 kW (400 PS) bei 6600/min     | 500 Nm bei 3800/min | 250 km/h              | 5,3 s                     | 1998–2003 | S62B50    | 70 l       | 13,9 Liter Super          |
| Werte in eckigen Klammern [ ] gelten für Modelle mit Automatikgetriebe. |             |          |          |         |                                  |                     |                       |                           |           |           |            |                           |

### Dieselmotoren und Fahrleistungen
| Modell                                                                  | Karosserie | Hubraum  | Zylinder | Ventile | max. Leistung                    | max. Drehmoment          | Höchstgeschwindigkeit | Beschleunigung 0–100 km/h | Bauzeit   | Motorcode | Tankinhalt | Verbrauch laut Hersteller |
| ----------------------------------------------------------------------- | ---------- | -------- | -------- | ------- | -------------------------------- | ------------------------ | --------------------- | ------------------------- | --------- | --------- | ---------- | ------------------------- |
| 520d                                                                    | Limousine  | 1951 cm³ | R4       | 16      | 100 kW (136 PS) bei 4000/min (2) | 280 Nm bei 1750/min      | 206 km/h              | 10,6 s                    | 2000–2003 | M47D20    | 70 l       | 5,9 Liter Diesel          |
| 520d                                                                    | Touring    | 1951 cm³ | R4       | 16      | 100 kW (136 PS) bei 4000/min (2) | 280 Nm bei 1750/min      | 204 km/h              | 10,9 s                    | 2000–2003 | M47D20    | 70 l       | 6,1 Liter Diesel          |
| 525td (1)                                                               | Limousine  | 2497 cm³ | R6       | 12      | 85 kW (115 PS) bei 4800/min (3)  | 230 Nm bei 1900/min      | 198 km/h              | 11,9 s                    | 1996–2000 | M51D25    | 70 l       | -                         |
| 525tds                                                                  | Limousine  | 2497 cm³ | R6       | 12      | 105 kW (143 PS) bei 4600/min     | 280 Nm bei 2200/min      | 211 km/h [205 km/h]   | 10,4 s [11,0 s]           | 1996–2000 | M51D25TU  | 70 l       | 8,1 Liter Diesel          |
| 525tds                                                                  | Touring    | 2497 cm³ | R6       | 12      | 105 kW (143 PS) bei 4600/min     | 280 Nm bei 2200/min      | 210 km/h [203 km/h]   | 10,7 s [11,4 s]           | 1996–2000 | M51D25TU  | 70 l       | 8,3 Liter Diesel          |
| 525d                                                                    | Limousine  | 2497 cm³ | R6       | 24      | 120 kW (163 PS) bei 4000/min     | 350 Nm bei 2000–2500/min | 219 km/h [219 km/h]   | 8,9 s [9,1 s]             | 2000–2004 | M57D25    | 70 l       | 6,7 Liter Diesel          |
| 525d                                                                    | Touring    | 2497 cm³ | R6       | 24      | 120 kW (163 PS) bei 4000/min     | 350 Nm bei 2000–2500/min | 215 km/h [215 km/h]   | 9,4 s [9,6 s]             | 2000–2004 | M57D25    | 70 l       | 7,0 Liter Diesel          |
| 530d                                                                    | Limousine  | 2926 cm³ | R6       | 24      | 135 kW (184 PS) bei 4000/min (4) | 390 Nm bei 1750–3200/min | 225 km/h [225 km/h]   | 8,0 s [8,4 s]             | 1998–2000 | M57D30    | 70 l       | 7,2 Liter Diesel          |
| 530d                                                                    | Touring    | 2926 cm³ | R6       | 24      | 135 kW (184 PS) bei 4000/min (4) | 390 Nm bei 1750–3200/min | 222 km/h [222 km/h]   | 8,3 s [8,9 s]             | 1998–2000 | M57D30    | 70 l       | 7,4 Liter Diesel          |
| 530d                                                                    | Limousine  | 2926 cm³ | R6       | 24      | 142 kW (193 PS) bei 4000/min     | 410 Nm bei 1750–3000/min | 230 km/h [230 km/h]   | 7,8 s [8,0 s]             | 2000–2004 | M57D30    | 70 l       | 7,1 Liter Diesel          |
| 530d                                                                    | Touring    | 2926 cm³ | R6       | 24      | 142 kW (193 PS) bei 4000/min     | 410 Nm bei 1750–3000/min | 227 km/h [227 km/h]   | 8,1 s [8,3 s]             | 2000–2004 | M57D30    | 70 l       | 7,3 Liter Diesel          |
| Werte in eckigen Klammern [ ] gelten für Modelle mit Automatikgetriebe. |            |          |          |         |                                  |                          |                       |                           |           |           |            |                           |
| Quellen:                                                                |            |          |          |         |                                  |                          |                       |                           |           |           |            |                           |

### Kraftübertragung

#### Sechszylinder-Ottomotoren
| Modell                | 520i                                         | 520i                                         | 520i                                         | 523i                                                                  | 523i                                                                  | 525i                                                                  | 528i                                         | 528i                                         | 530i                                         |
| --------------------- | -------------------------------------------- | -------------------------------------------- | -------------------------------------------- | --------------------------------------------------------------------- | --------------------------------------------------------------------- | --------------------------------------------------------------------- | -------------------------------------------- | -------------------------------------------- | -------------------------------------------- |
| Bauzeitraum           | 1995–09/1998                                 | 09/1998–09/2000                              | 09/2000–2004                                 | 1995–09/1998                                                          | 09/1998–09/2000                                                       | 09/2000–2004                                                          | 1995–09/1998                                 | 09/1998–06/2000                              | 09/2000–2004                                 |
| Getriebe, serienmäßig | 5-Gang-Schaltgetriebe Getrag S5D 250G        | 5-Gang-Schaltgetriebe Getrag S5D 250G        | 5-Gang-Schaltgetriebe Getrag S5D 250G        | 5-Gang-Schaltgetriebe ZF S5D 320Z Limousine ab 09/96: Getrag S5D 250G | 5-Gang-Schaltgetriebe ZF S5D 320Z Limousine ab 09/96: Getrag S5D 250G | 5-Gang-Schaltgetriebe Limousine: Getrag S5D 250G Touring: ZF S5D 320Z | 5-Gang-Schaltgetriebe ZF S5D 320Z            | 5-Gang-Schaltgetriebe ZF S5D 320Z            | 5-Gang-Schaltgetriebe ZF S5D 320Z            |
| Getriebe, optional    | 5-Gang-Automatikgetriebe ZF 5HP18 (A5S 310Z) | 5-Gang-Automatikgetriebe ZF 5HP19 (A5S 325Z) | 5-Gang-Automatikgetriebe ZF 5HP19 (A5S 325Z) | 5-Gang-Automatikgetriebe ZF 5HP18 (A5S 310Z)                          | 5-Gang-Automatikgetriebe ZF 5HP19 (A5S 325Z)                          | 5-Gang-Automatikgetriebe ZF 5HP19 (A5S 325Z)                          | 5-Gang-Automatikgetriebe ZF 5HP18 (A5S 310Z) | 5-Gang-Automatikgetriebe ZF 5HP19 (A5S 325Z) | 5-Gang-Automatikgetriebe ZF 5HP19 (A5S 325Z) |
| Antrieb, serienmäßig  | Hinterradantrieb                             | Hinterradantrieb                             | Hinterradantrieb                             | Hinterradantrieb                                                      | Hinterradantrieb                                                      | Hinterradantrieb                                                      | Hinterradantrieb                             | Hinterradantrieb                             | Hinterradantrieb                             |
| Quellen:              |                                              |                                              |                                              |                                                                       |                                                                       |                                                                       |                                              |                                              |                                              |

Achtzylinder-Ottomotoren
| Modell                | 535i                                         | 535i                                         | 540i                                         | 540i                                         | M5                                    |
| --------------------- | -------------------------------------------- | -------------------------------------------- | -------------------------------------------- | -------------------------------------------- | ------------------------------------- |
| Bauzeitraum           | 06/1996–09/1998                              | 09/1998–2003                                 | 03/1996–09/1996                              | 09/1996–2004                                 | 1998–2004                             |
| Getriebe, serienmäßig | 5-Gang-Schaltgetriebe ZF S5D 320Z            | 5-Gang-Schaltgetriebe ZF S5D 320Z            | 6-Gang-Schaltgetriebe Getrag S6S 420G        | 6-Gang-Schaltgetriebe Getrag S6S 420G        | 6-Gang-Schaltgetriebe Getrag S6S 420G |
| Getriebe, optional    | 5-Gang-Automatikgetriebe ZF 5HP24 (A5S 440Z) | 5-Gang-Automatikgetriebe ZF 5HP24 (A5S 440Z) | 5-Gang-Automatikgetriebe ZF 5HP30 (A5S 560Z) | 5-Gang-Automatikgetriebe ZF 5HP24 (A5S 440Z) | -                                     |
| Antrieb, serienmäßig  | Hinterradantrieb                             | Hinterradantrieb                             | Hinterradantrieb                             | Hinterradantrieb                             | Hinterradantrieb                      |
| Quellen:              |                                              |                                              |                                              |                                              |                                       |

#### Dieselmotoren
| Modell                | 520d                              | 525td                             | 525tds                                       | 525d                                                          | 530d                                                          | 530d                                                          |
| --------------------- | --------------------------------- | --------------------------------- | -------------------------------------------- | ------------------------------------------------------------- | ------------------------------------------------------------- | ------------------------------------------------------------- |
| Bauzeitraum           | 2000–2003                         | 1996–2000                         | 1996–2000                                    | 2000–2004                                                     | 1998–2000                                                     | 2000–2004                                                     |
| Getriebe, serienmäßig | 5-Gang-Schaltgetriebe ZF S5D 280Z | 5-Gang-Schaltgetriebe ZF S5D 260Z | 5-Gang-Schaltgetriebe ZF S5D 260Z            | 5-Gang-Schaltgetriebe ZF GS5-39DZ                             | 5-Gang-Schaltgetriebe ZF GS5-39DZ                             | 5-Gang-Schaltgetriebe ZF GS5-39DZ                             |
| Getriebe, optional    |                                   |                                   | 5-Gang-Automatikgetriebe ZF 5HP18 (A5S 310Z) | 5-Gang-Automatikgetriebe GM 5L40-E/5L50-E (A5S 360R/A5S 390R) | 5-Gang-Automatikgetriebe GM 5L40-E/5L50-E (A5S 360R/A5S 390R) | 5-Gang-Automatikgetriebe GM 5L40-E/5L50-E (A5S 360R/A5S 390R) |
| Antrieb, serienmäßig  | Hinterradantrieb                  | Hinterradantrieb                  | Hinterradantrieb                             | Hinterradantrieb                                              | Hinterradantrieb                                              | Hinterradantrieb                                              |
| Quellen:              |                                   |                                   |                                              |                                                               |                                                               |                                                               |

### Verbrauch und Emissionen

#### Modelljahre 1996 und 1997
Verbrauch der Limousine in l/100 km nach DIN 70030, Teil 1:
| 90 km/h                                                                 | 6,2 [5,9]   | 6,1 [5,9]   | 6,3 [6,1]   | 7,5 [7,1]   | 7,4 [7,5]   | 5,1 [5,2] |
| 120 km/h                                                                | 7,6 [7,3]   | 7,5 [7,3]   | 7,8 [7,6]   | 9,1 [8,8]   | 9,3 [8,9]   | 6,8 [6,7] |
| Stadtzyklus                                                             | 11,5 [12,3] | 11,7 [12,4] | 11,8 [12,5] | 14,1 [13,9] | 15,8 [16,4] | 8,9 [9,8] |
| Durchschnitt                                                            | 8,4 [8,5]   | 8,4 [8,5]   | 8,6 [8,7]   | 10,2 [9,9]  | 10,8 [10,9] | 6,9 [7,2] |
| Werte in eckigen Klammern [ ] gelten für Modelle mit Automatikgetriebe. |             |             |             |             |             |           |
| Quelle:                                                                 |             |             |             |             |             |           |

Verbrauch der Limousine in l/100 km und CO2-Emissionen in g/km im ECE-Fahrzyklus:
| Städtisch                                                               | 13,0 [14,8] | 13,8 [15,3] | 14,2 [15,6] | 18,0 [18,1] | 18,8 [19,9] | 10,7 [12,4] |
| Außerstädtisch                                                          | 6,8 [7,5]   | 7,3 [7,8]   | 7,4 [7,9]   | 8,4 [8,7]   | 8,5 [9,0]   | 5,8 [6,7]   |
| Insgesamt                                                               | 9,1 [10,2]  | 9,7 [10,6]  | 9,9 [10,7]  | 11,9 [12,2] | 12,3 [13,0] | 7,6 [8,7]   |
| CO2-Emissionen                                                          | 216 [242]   | 230 [252]   | 235 [254]   | 283 [289]   | 293 [309]   | 201 [231]   |
| Werte in eckigen Klammern [ ] gelten für Modelle mit Automatikgetriebe. |             |             |             |             |             |             |
| Quelle:                                                                 |             |             |             |             |             |             |

#### Modelljahr 1998
Verbrauch der Limousine in l/100 km und CO2-Emissionen in g/km im ECE-Fahrzyklus:
| Städtisch                                                               | 13,0 [14,8] | 13,8 [15,3] | 14,2 [15,6] | 18,1 [18,1] | 18,8 [19,2] | 11,5 [13,0] |
| Außerstädtisch                                                          | 6,8 [7,5]   | 7,3 [7,8]   | 7,4 [7,9]   | 8,5 [8,7]   | 8,5 [8,7]   | 6,2 [7,0]   |
| Insgesamt                                                               | 9,1 [10,2]  | 9,7 [10,6]  | 9,9 [10,7]  | 12,0 [12,2] | 12,3 [12,5] | 8,1 [9,1]   |
| CO2-Emissionen                                                          | 216 [242]   | 230 [252]   | 235 [254]   | 286 [289]   | 293 [298]   | 215 [242]   |
| Werte in eckigen Klammern [ ] gelten für Modelle mit Automatikgetriebe. |             |             |             |             |             |             |
| Quelle:                                                                 |             |             |             |             |             |             |

Verbrauch der Touring in l/100 km und CO2-Emissionen in g/km im ECE-Fahrzyklus:
| Städtisch                                    | 13,7 | 13,9 | 14,6 | 18,8 | 11,7 |
| Außerstädtisch                               | 7,4  | 7,6  | 7,5  | 9,2  | 6,3  |
| Insgesamt                                    | 9,7  | 9,9  | 10,1 | 12,7 | 8,3  |
| CO2-Emissionen                               | 230  | 236  | 240  | 302  | 220  |
| Werte gelten für Modelle mit Schaltgetriebe. |      |      |      |      |      |
| Quelle:                                      |      |      |      |      |      |

#### Modelljahre 1999 und 2000
Verbrauch der Limousine in l/100 km und CO2-Emissionen in g/km im ECE-Fahrzyklus sowie Abgasnorm:
| Verbrauch                                                               | 520i        | 523i        | 528i        | 535i        | 540i        | 540i Protection | M5    | 525td | 525tds      | 530d       |
| ----------------------------------------------------------------------- | ----------- | ----------- | ----------- | ----------- | ----------- | --------------- | ----- | ----- | ----------- | ---------- |
| Städtisch                                                               | 12,6 [14,5] | 13,1 [15,0] | 13,6 [15,6] | 16,9 [16,7] | 17,7 [17,2] | [17,9]          | 21,1  | 11,3  | 11,5 [13,0] | 9,8 [11,7] |
| Außerstädtisch                                                          | 6,9 [7,4]   | 7,2 [7,5]   | 7,2 [7,6]   | 8,5 [8,8]   | 8,9 [9,2]   | [9,7]           | 9,8   | 6,0   | 6,2 [7,0]   | 5,7 [6,4]  |
| Insgesamt                                                               | 9,0 [9,9]   | 9,4 [10,3]  | 9,5 [10,5]  | 11,6 [11,7] | 12,1 [12,1] | [12,8]          | 13,9  | 7,9   | 8,1 [9,1]   | 7,2 [8,3]  |
| CO2-Emissionen                                                          | 215 [237]   | 225 [245]   | 228 [252]   | 279 [289]   | 292 [292]   | [307]           | 336   | 210   | 215 [242]   | 192 [221]  |
| Abgasnorm                                                               | Euro 3      | Euro 3      | Euro 3, D4  | Euro 3, D4  | Euro 3, D4  | Euro 3, D4      | k. A. | k. A. | Euro 2      | Euro 2     |
| Werte in eckigen Klammern [ ] gelten für Modelle mit Automatikgetriebe. |             |             |             |             |             |                 |       |       |             |            |
| Quelle:                                                                 |             |             |             |             |             |                 |       |       |             |            |

Verbrauch des Touring in l/100 km und CO2-Emissionen in g/km im ECE-Fahrzyklus sowie Abgasnorm:
| Verbrauch                                                               | 520i        | 523i        | 528i        | 540i        | 525tds      | 530d        |
| ----------------------------------------------------------------------- | ----------- | ----------- | ----------- | ----------- | ----------- | ----------- |
| Städtisch                                                               | 13,7 [15,3] | 13,4 [15,6] | 13,8 [15,5] | 18,0 [17,6] | 11,7 [13,4] | 10,0 [11,9] |
| Außerstädtisch                                                          | 7,2 [7,8]   | 7,7 [7,9]   | 7,5 [8,0]   | 9,1 [9,7]   | 6,3 [7,2]   | 5,9 [6,6]   |
| Insgesamt                                                               | 9,6 [10,5]  | 9,8 [10,7]  | 9,8 [10,7]  | 12,4 [12,6] | 8,3 [9,4]   | 7,4 [8,5]   |
| CO2-Emissionen                                                          | 229 [250]   | 235 [256]   | 235 [257]   | 299 [304]   | 220 [250]   | 197 [227]   |
| Abgasnorm                                                               | Euro 3      | Euro 3      | Euro 3, D4  | Euro 3, D4  | Euro 2      | Euro 2      |
| Werte in eckigen Klammern [ ] gelten für Modelle mit Automatikgetriebe. |             |             |             |             |             |             |
| Quelle:                                                                 |             |             |             |             |             |             |

#### Modelljahre 2001 bis 2003
Verbrauch der Limousine in l/100 km und CO2-Emissionen in g/km im ECE-Fahrzyklus sowie Abgasnorm:
| Verbrauch                                                                                             | 520i                  | 525i                  | 530i                  | 535i        | 540i        | M5     | 520d   | 525d       | 530d       |
| --- | --------------------- | --------------------- | --------------------- | ----------- | ----------- | ------ | ------ | ---------- | ---------- |
| Städtisch                                                                                             | 12,2 [13,5]           | 13,1 [14,4]           | 13,1 [15,5]           | 17,5 [17,7] | 18,4 [18,2] | 21,1   | 7,8    | 9,2 [11,1] | 9,7 [11,8] |
| Außerstädtisch                                                                                        | 7,1 [7,8]             | 7,2 [7,9]             | 7,4 [7,9]             | 8,5 [8,6]   | 8,8 [8,9]   | 9,8    | 4,7    | 5,3 [6,4]  | 5,6 [6,3]  |
| Insgesamt                                                                                             | 9,0 [9,9]             | 9,4 [10,3]            | 9,5 [10,7]            | 11,8 [11,9] | 12,3 [12,3] | 13,9   | 5,9    | 6,7 [8,1]  | 7,1 [8,3]  |
| CO2-Emissionen                                                                                        | 216 [237]             | 225 [247]             | 229 [257]             | 283 [286]   | 295 [295]   | 336    | 156    | 179 [216]  | 189 [221]  |
| Abgasnorm                                                                                             | Euro 3, D4 Euro 4 (1) | Euro 3, D4 Euro 4 (1) | Euro 3, D4 Euro 4 (1) | Euro 3      | Euro 3      | Euro 3 | Euro 3 | Euro 3     | Euro 3     |
| Werte in eckigen Klammern [ ] gelten für Modelle mit Automatikgetriebe. (1) Ab 2002 Abgasnorm Euro 4. |                       |                       |                       |             |             |        |        |            |            |
| Quellen:                                                                                              |                       |                       |                       |             |             |        |        |            |            |

Verbrauch des Touring in l/100 km und CO2-Emissionen in g/km im ECE-Fahrzyklus sowie Abgasnorm:
| Verbrauch                                                                                             | 520i                  | 525i                  | 530i                  | 540i        | 520d   | 525d       | 530d       |
| --- | --------------------- | --------------------- | --------------------- | ----------- | ------ | ---------- | ---------- |
| Städtisch                                                                                             | 12,8 [13,7]           | 13,4 [14,7]           | 13,7 [15,7]           | 18,7 [18,9] | 8,1    | 9,5 [11,5] | 9,6 [11,6] |
| Außerstädtisch                                                                                        | 7,5 [7,9]             | 7,7 [8,0]             | 7,7 [8,1]             | 9,0 [9,2]   | 5,0    | 5,6 [6,3]  | 5,9 [6,7]  |
| Insgesamt                                                                                             | 9,5 [10,1]            | 9,8 [10,5]            | 9,9 [10,9]            | 12,6 [12,8] | 6,1    | 7,0 [8,2]  | 7,3 [8,5]  |
| CO2-Emissionen                                                                                        | 228 [242]             | 235 [252]             | 238 [261]             | 302 [307]   | 163    | 187 [219]  | 194 [226]  |
| Abgasnorm                                                                                             | Euro 3, D4 Euro 4 (1) | Euro 3, D4 Euro 4 (1) | Euro 3, D4 Euro 4 (1) | Euro 3      | Euro 3 | Euro 3     | Euro 3     |
| Werte in eckigen Klammern [ ] gelten für Modelle mit Automatikgetriebe. (1) Ab 2002 Abgasnorm Euro 4. |                       |                       |                       |             |        |            |            |
| Quelle:                                                                                               |                       |                       |                       |             |        |            |            |

### Abmessungen
| Maße                      | Limousine | Touring      | M5      |
| ------------------------- | --------- | ------------ | ------- |
| Radstand                  | 2830 mm   | 2830 mm      | 2830 mm |
| Länge                     | 4775 mm   | 4805 mm      | 4784 mm |
| Breite ohne Außenspiegel  | 1800 mm   | 1800 mm      | 1800 mm |
| Breite inkl. Außenspiegel | 1981 mm   | 1981 mm      | 1990 mm |
| Höhe                      | 1435 mm   | 1440–1445 mm | 1437 mm |
| Höhe inkl. Dachreling     | –         | 1452–1457 mm | –       |
| Kofferraumvolumen (VDA)   | 460 l     | 410–1525 l   | 460 l   |
| Tankinhalt                | 70 l      | 70 l         | 70 l    |
| Quelle                    | [ 16 ]    | [ 47 ]       | [ 49 ]  |

## Materialien und Recycling
Nach dem VDA-Werkstoffblatt 231-106 setzt sich der BMW 520i von 1997 aus folgenden Materialien zusammen (bei 90 Prozent Tankbefüllung):
| Material                                  | Gewichtsprozent |
| ----------------------------------------- | --------------- |
| Stahl/Eisen                               | 50,6            |
| Leichtmetalle, Guss- und Knetlegierungen  | 15,0            |
| Buntmetalle, Guss- und Knetlegierungen    | 3,0             |
| Sondermetalle                             | < 0,1           |
| Polymerwerkstoffe                         | 18,1            |
| Prozesspolymere                           | 2,1             |
| Sonstige Werkstoffe und Werkstoffverbunde | 5,0             |
| Elektrik, Elektronikverbunde              | 0,5             |
| Betriebsstoffe und Hilfsmittel            | 5,7             |

Im BMW 5er von 1997 liegt das Gewicht der Werkstoffe aus nachwachsenden Rohstoffen in folgender Höhe:
| Material                      | Gewicht in Gramm |
| ----------------------------- | ---------------- |
| Holz                          | 4.436            |
| Wolle                         | 1.800            |
| Pflanzenfasern                | 2.790            |
| Leder (als Sonderausstattung) | 8.800            |
| Kautschuk                     | 6.000            |
| Gesamtgewicht                 | 23.826           |

Im BMW E39 von 1997 bestehen 39 Teile aus Rezyklaten (Endprodukte der stofflichen Wiederverwertung von Kunststoffen). Ihr Gewicht beträgt 24 Kilogramm, was knapp einem Sechstel aller Kunststoffteile entspricht. Im Vorgängermodell E34 hatten noch 11 Teile oder 2,5 Kilogramm aus Rezyklaten bestanden. Der E39 ist laut BMW zu 85 Prozent wirtschaftlich wiederverwertbar.

## Crashtests
Die Zeitschrift auto motor und sport führte mit dem BMW E39 1996 einen Crashtest mit 50 Prozent Überdeckung und einer Geschwindigkeit von 55 km/h durch. Sie urteilte: „Sämtliche Belastungswerte liegen so weit unter den verletzungsrelevanten Grenzen, daß von einem Verletzungsrisiko im eigentlichen Sinne kaum die Rede sein kann.“
Im Euro-NCAP-Crashtest erhielt der BMW E39 1998 bei der Bewertung der Insassensicherheit von Erwachsenen 25 Punkte und vier von fünf möglichen Sternen. Beim Fußgängerschutz erreichte das Fahrzeug acht Punkte und einen von vier möglichen Sternen.

## Weltweiter Absatz
Vom BMW 5er der Baureihe E39 wurden insgesamt mehr als 1,48 Millionen Einheiten verkauft, darunter rund 266.000 Touring. Damit erzielte der E39 den höchsten Absatz unter den ersten vier Generationen der 5er-Reihe.
| Jahr      | 2000    | 2001    | 2002    | 2003    | 2004   |
| --------- | ------- | ------- | ------- | ------- | ------ |
| Limousine | 152.888 | k. A.   | k. A.   | 85.607  | k. A.  |
| Touring   | 40.115  | k. A.   | k. A.   | 29.352  | 6.895  |
| Insgesamt | 193.003 | 193.948 | 172.323 | 114.959 | k. A.  |
| Quelle    | [ 52 ]  | [ 53 ]  | [ 54 ]  | [ 55 ]  | [ 56 ] |

## Auszeichnungen
- Die Zeitschrift Bild am Sonntag verlieh dem BMW 528i im Jahr 1995 „Das Goldene Lenkrad“ in der Klasse 3.[57]
- Bei der Leserwahl „Die besten Autos“ der Zeitschrift auto motor und sport wurde der BMW 5er unter anderem in den Jahren 1996, 1997, 2001 und 2002 auf Platz 1 in der Kategorie Obere Mittelklasse gewählt.[58][59][60][61] Bei sieben Wahlteilnahmen bis 2002 belegte der 5er der Baureihe E39 sechsmal Platz eins und einmal Platz zwei.[61]
- Die Zeitschrift Firmenauto kürte den BMW 530d Touring im Jahr 2001 zum „Firmenauto des Jahres“ in der Kategorie Premium-Kombi.[11]

## Zuverlässigkeit
Das DSF-Automagazin Motorvision unterzog im Jahr 2004 einen BMW 530d Touring einem 100.000-km-Dauertest. Dabei hatte das Fahrzeug drei unplanmäßige Werkstatt-Aufenthalte: Nach 13.120 km fiel die Hochdruckpumpe des Common-Rail-Einspritzsystems aus, was zu einem Motorstillstand führte. Nach 41.512 km wurde die Einparkhilfe PDC repariert. Nach 56.586 km musste eine Gelenkwelle ausgetauscht werden.
Das Magazin Auto Bild kaufte im Sommer 2014 einen 525tds mit 991.000 km Laufleistung und plante, diesen bei einer Million Kilometern bei BMW in München zerlegen zu lassen. Dieser E39 besaß noch den ersten Motor, dessen Zylinderkopf nach 650.000 Kilometern ersetzt wurde. Beim ebenfalls noch ersten Automatikgetriebe musste auf knapp eine Million Kilometer kein Getriebeöl nachgefüllt werden, nach Angaben der Auto Bild schaltete es immer noch „butterweich“. Das Fahrzeug wurde beim Stand von 1.005.777,6 km zerlegt. Der Durchschnittsverbrauch pro 100 km während dieser Laufleistung wurde von Auto Bild mit neun Litern angegeben. Der Wagen fuhr „verblüffend perfekt angesichts von 25 Weltumrundungen“, jedoch baute „der Turbo[lader] (...) nicht mehr wirklich Leistung auf“. Ebenso hatte der E39 weder Öl noch Wasser verbraucht. Die Zerlegung zeigte „erstaunliche Qualitäten“. Sowohl Motor als auch Getriebe hätten noch für weitere 200.000 km genutzt werden können, das ZF-Getriebe sah von innen trotz nie gewechselten Getriebeöls sogar „fast werksfrisch“ aus. Jedoch hatte das Fahrzeug wegen mangelnder Wartung Roststellen, Verschleißerscheinungen und unreparierte Alltagsspuren, so dass es „die frische Plakette nur mit viel Arbeit und mindestens 4.000 €“ für notwendige Reparaturen erhalten hätte.

## Bestand in Deutschland
Aufgeführt ist der Bestand an BMW E39 nach Hersteller- (HSN) und Typschlüsselnummern (TSN) im Zentralen Fahrzeugregister des Kraftfahrt-Bundesamtes. Typen mit weniger als 100 Fahrzeugen werden nicht ausgewiesen. Bis 2007 beinhaltete der Bestand neben der Anzahl der angemeldeten Fahrzeuge auch die Anzahl der vorübergehenden Stilllegungen. Seit 2008 enthält der Bestand lediglich den „fließenden Verkehr“ einschließlich der Saisonkennzeichen.
| HSN/TSN           | Modell         | kW     | 1.1.2005 | 1.1.2006 | 1.1.2008 | 1.1.2009 | 1.1.2010 | 1.1.2011 | 1.1.2012 | 1.1.2013 | 1.1.2014 | 1.1.2015 | 1.1.2016 | 1.1.2017 | 1.1.2020 | 1.1.2021 | 1.1.2022 | 1.1.2023 | 1.1.2024 | 1.1.2025 |
| ----------------- | -------------- | ------ | -------- | -------- | -------- | -------- | -------- | -------- | -------- | -------- | -------- | -------- | -------- | -------- | -------- | -------- | -------- | -------- | -------- | -------- |
| 0005/567          | 523i           | 125    | 63.069   | 59.988   | 48.241   | 45.824   | 43.575   | 41.437   | 38.565   | 34.761   | 31.535   | 28.898   | 26.112   | 23.583   | 16.321   | 14.366   | 12.628   | 11.350   | 10.357   | 9.320    |
| 0005/568          | 528i           | 142    | 33.624   | 31.518   | 23.841   | 22.525   | 21.386   | 20.295   | 18.584   | 16.429   | 14.663   | 13.205   | 11.921   | 10.712   | 7.499    | 6.820    | 6.022    | 5.494    | 5.043    | 4.622    |
| 0005/569          | 520i           | 110    | 59.220   | 56.372   | 45.968   | 43.347   | 41.134   | 39.117   | 36.151   | 32.800   | 29.491   | 26.816   | 24.156   | 21.544   | 14.168   | 12.242   | 10.487   | 9.327    | 8.408    | 7.492    |
| 0005/570          | 525tds         | 105    | 9.456    | 8.331    | 5.451    | 4.634    | 4.015    | 3.394    | 2.738    | 2.212    | 1.753    | 1.432    | 1.152    | 939      | 441      | 372      | 315      | 295      | 259      | 239      |
| 0005/571          | 535i           | 173    | 4.166    | 3.878    | 2.848    | 2.675    | 2.545    | 2.370    | 2.165    | 1.928    | 1.723    | 1.566    | 1.407    | 1.267    | 865      | 796      | 727      | 655      | 612      | 561      |
| 0005/572 0005/619 | 540i           | 210    | 6.679    | 6.098    | 4.538    | 4.325    | 4.137    | 3.889    | 3.618    | 3.291    | 3.022    | 2.776    | 2.541    | 2.336    | 1.788    | 1.687    | 1.553    | 1.488    | 1.394    | 1.349    |
| 0005/602          | 520i Touring   | 110    | 11.922   | 11.673   | 10.479   | 10.173   | 9.943    | 9.655    | 9.309    | 8.742    | 8.102    | 7.418    | 6.671    | 5.859    | 3.444    | 2.796    | 2.237    | 1.876    | 1.580    | 1.322    |
| 0005/604          | 523i Touring   | 125    | 18.610   | 18.170   | 16.274   | 15.952   | 15.650   | 15.343   | 14.796   | 13.959   | 12.999   | 11.859   | 10.581   | 9.380    | 5.646    | 4.648    | 3.737    | 3.173    | 2.667    | 2.286    |
| 0005/605          | 528i Touring   | 142    | 11.091   | 10.707   | 9.383    | 9.167    | 9.003    | 8.747    | 8.432    | 7.878    | 7.351    | 6.545    | 5.831    | 5.038    | 3.054    | 2.514    | 2.079    | 1.788    | 1.522    | 1.294    |
| 0005/606          | 540i Touring   | 210    | 3.611    | 3.417    | 2.872    | 2.789    | 2.734    | 2.626    | 2.482    | 2.308    | 2.111    | 1.937    | 1.724    | 1.576    | 1.132    | 1.028    | 930      | 844      | 781      | 709      |
| 0005/607          | 525tds Touring | 105    | 7.108    | 6.588    | 4.617    | 3.979    | 3.651    | 3.185    | 2.726    | 2.167    | 1.711    | 1.348    | 1.047    | 765      | 284      | 232      | 196      | 157      | 137      | 117      |
| 0005/631          | 530d           | 135    | 10.614   | 9.193    | 6.363    | 5.574    | 5.062    | 4.516    | 3.980    | 3.455    | 2.954    | 2.535    | 2.148    | 1.814    | 936      | 792      | 690      | 599      | 520      | 463      |
| 0005/632          | 530d Touring   | 135    | 12.124   | 11.344   | 8.521    | 7.613    | 7.182    | 6.599    | 5.947    | 5.264    | 4.539    | 3.892    | 3.284    | 2.723    | 1.195    | 1.011    | 798      | 681      | 586      | 505      |
| 0005/634          | 535i           | 180    | 3.229    | 3.047    | 2.404    | 2.326    | 2.250    | 2.161    | 2.038    | 1.864    | 1.733    | 1.599    | 1.442    | 1.323    | 943      | 888      | 772      | 742      | 721      | 674      |
| 0005/670          | 520d           | 100    | 4.828    | 4.305    | 3.176    | 2.865    | 2.685    | 2.472    | 2.238    | 2.006    | 1.707    | 1.453    | 1.210    | 992      | 532      | 463      | 404      | 346      | 302      | 247      |
| 0005/671          | 520d Touring   | 100    | 4.491    | 4.176    | 3.327    | 3.097    | 2.967    | 2.793    | 2.598    | 2.385    | 2.099    | 1.881    | 1.647    | 1.373    | 632      | 489      | 392      | 321      | 259      | 214      |
| 0005/672          | 525d           | 120    | 15.222   | 13.691   | 10.291   | 9.370    | 8.849    | 8.213    | 7.586    | 7.086    | 6.386    | 5.729    | 5.202    | 4.554    | 2.562    | 2.243    | 1.950    | 1.721    | 1.535    | 1.360    |
| 0005/673          | 525d Touring   | 120    | 19.382   | 18.536   | 15.361   | 14.487   | 14.152   | 13.455   | 12.656   | 11.885   | 11.085   | 10.167   | 9.231    | 8.103    | 4.479    | 3.834    | 3.248    | 2.794    | 2.389    | 2.016    |
| 0005/688          | 520i           | 125    | 16.423   | 15.373   | 12.586   | 12.217   | 12.030   | 11.762   | 11.335   | 10.889   | 10.453   | 9.996    | 9.428    | 8.840    | 7.079    | 6.552    | 5.973    | 5.567    | 5.153    | 4.712    |
| 0005/689          | 520i Touring   | 125    | 9.637    | 9.419    | 8.537    | 8.486    | 8.450    | 8.384    | 8.202    | 8.020    | 7.809    | 7.515    | 7.176    | 6.678    | 5.112    | 4.568    | 4.004    | 3.650    | 3.262    | 2.843    |
| 0005/692          | 525i           | 141    | 13.814   | 12.865   | 10.682   | 10.315   | 10.084   | 9.807    | 9.390    | 8.942    | 8.504    | 8.115    | 7.643    | 7.170    | 5.693    | 5.302    | 4.923    | 4.635    | 4.306    | 3.981    |
| 0005/693          | 525i Touring   | 141    | 8.690    | 8.510    | 7.829    | 7.828    | 7.790    | 7.709    | 7.538    | 7.388    | 7.195    | 6.999    | 6.653    | 6.262    | 4.942    | 4.478    | 4.064    | 3.678    | 3.310    | 2.913    |
| 0005/694          | 530i           | 170    | 8.148    | 7.364    | 5.913    | 5.788    | 5.658    | 5.481    | 5.254    | 4.921    | 4.637    | 4.385    | 4.120    | 3.870    | 3.045    | 2.833    | 2.637    | 2.463    | 2.345    | 2.189    |
| 0005/695          | 530i Touring   | 170    | 4.829    | 4.628    | 4.082    | 4.064    | 4.059    | 3.991    | 3.917    | 3.771    | 3.684    | 3.562    | 3.347    | 3.099    | 2.407    | 2.190    | 1.990    | 1.821    | 1.647    | 1.491    |
| 0005/696          | 530d           | 142    | 16.589   | 14.587   | 9.922    | 8.884    | 8.428    | 7.899    | 7.214    | 6.546    | 5.890    | 5.266    | 4.716    | 4.049    | 2.319    | 1.986    | 1.818    | 1.598    | 1.446    | 1.312    |
| 0005/697          | 530d Touring   | 142    | 22.316   | 21.366   | 17.154   | 15.855   | 15.478   | 14.781   | 13.888   | 13.054   | 12.014   | 10.941   | 9.827    | 8.611    | 4.923    | 4.199    | 3.594    | 3.147    | 2.733    | 2.365    |
| 7909/311          | M5             | 294    | 2.559    | 2.275    | 1.468    | 1.341    | 1.279    | 1.157    | 1.080    | 1.045    | 982      | 932      | 930      | 907      | 836      | 828      | 834      | 831      | 839      | 846      |
|                   | GESAMT         |        | 401.451  | 377.419  | 302.128  | 285.500  | 274.176  | 261.238  | 244.427  | 224.996  | 206.132  | 188.767  | 171.147  | 153.367  | 102.277  | 90.157   | 79.002   | 71.041   | 64.113   | 57.469   |
| Quelle            | Quelle         | Quelle | [ 65 ]   | [ 66 ]   | [ 67 ]   | [ 68 ]   | [ 69 ]   | [ 70 ]   | [ 71 ]   | [ 72 ]   | [ 73 ]   | [ 74 ]   | [ 75 ]   | [ 76 ]   | [ 77 ]   | [ 78 ]   | [ 79 ]   | [ 80 ]   | [ 81 ]   | [ 82 ]   |

## Alpina
Der BMW E39 diente als Basisfahrzeug für verschiedene Modelle von Alpina Burkard Bovensiepen. Der D10 Biturbo war das erste Dieselfahrzeug des Ostallgäuer Herstellers. Laut Alpina war der D10 Biturbo zum Zeitpunkt seiner Präsentation die leistungsfähigste Diesellimousine der Welt.
| Modell      | Hubraum  | Zylinder | Max. Leistung   | Max. Drehmoment | Höchstgeschwindigkeit  | Beschleunigung 0–100 km/h                            | Bauzeit             | Basisfahrzeug           |
| ----------- | -------- | -------- | --------------- | --------------- | ---------------------- | ---------------------------------------------------- | ------------------- | ----------------------- |
| B10 3,2     | 3152 cm³ | 6        | 191 kW (260 PS) | 330 Nm          | 260km/h [252km/h]      | 6,5s [6,9s]                                          | 08/1997 bis 12/1998 | 528i Limousine, Touring |
| B10 3,3     | 3298 cm³ | 6        | 206 kW (280 PS) | 335 Nm          | 262km/h [256km/h]      | 6,3s [6,7s]                                          | 02/1999 bis 10/2003 | 528i Limousine, Touring |
| B10 V8      | 4619 cm³ | 8        | 250 kW (340 PS) | 470 Nm          | über 275km/h [268km/h] | 5,9s [6,2s]                                          | 01/1997 bis 10/1998 | 540i Limousine, Touring |
| B10 V8      | 4619 cm³ | 8        | 255 kW (347 PS) | 480 Nm          | 279km/h [269km/h]      | 5,9s [6,2s]                                          | 10/1998 bis 07/2000 | 540i Limousine, Touring |
| B10 V8      | 4619 cm³ | 8        | 255 kW (347 PS) | 480 Nm          | 279km/h [269km/h]      | 5,5s [5,7s]                                          | 09/2000 bis 02/2002 | 540i Limousine, Touring |
| B10 V8 S    | 4837 cm³ | 8        | 276 kW (375 PS) | 510 Nm          | 284km/h [273km/h]      | 5,4s [5,6s]                                          | 01/2002 bis 05/2004 | 540i Limousine, Touring |
| D10 Biturbo | 2926 cm³ | 6        | 180 kW (245 PS) | 500 Nm          | 254km/h [251km/h]      | 7,2s [7,5s] Schaltgetriebe 6,8s [7,1s] Switch Tronic | 04/2000 bis 10/2003 | 530d Limousine, Touring |
| Quelle:     |          |          |                 |                 |                        |                                                      |                     |                         |

## Nutzung im Film
Modelle dieser 5er-Baureihe sind in den folgenden Filmen zu sehen:
- Frasier (1996–2004) mit Kelsey Grammer – Schwarzer 540i mit grauen Ledersitzen
- Der Staatsfeind Nr. 1 (1998) mit Will Smith – grauer 5er
- The Sopranos (1999–2007) mit James Gandolfini – dunkelgrüner 5er Touring (Vorfacelift) mit sandfarbenen Ledersitzen
- Nur noch 60 Sekunden (2000) mit Nicolas Cage – 540i
- Die purpurnen Flüsse (2000) mit Jean Reno – 528i
- Scary Movie (2000) mit Anna Faris – 540i
- The Hire Chosen (2001) – 540i
- The Hire Star (2001) – M5
- Mr. & Mrs. Smith (2005) – optisch modifizierte Reihensechszylinder
- Borat (2006) – optisch modifizierter 520i in Alpin-Weiß III
- Evan Allmächtig (2007) – 525i
- Motel (2007) – 528i
- Fast & Furious – Neues Modell. Originalteile. (2009) – optisch modifizierter 540i
- Don't Be Afraid of the Dark (2010 film) – schwarzer 5er
- Fast & Furious Five (2011) – schwarzer 5er mit 6-Zylinder
- Tatort – Bremer Tatort mit schwarzem 525i (Facelift)
- Possession – Das Dunkle in dir (2012) – 540i
- Cat. 8 (2015) - schwarzer 540i Touring
- Narcos Staffel 1, Folge 8 (2015) – silberner E39 im Jahr 1989 gezeigt, obwohl der Bau erst später aufgenommen wurde.
- The Da Vinci Code – Sakrileg 2006
- Großstadtrevier Staffel 14 bis 21 - 520i als Funkstreifenwagen der Hauptdarsteller (Rufname: „14/2“)
- Killers Bodyguard Gary Oldman wird zum Ende des Films, vom Gerichtsgebäude gestoßen und landet auf dem Dach eines silbernen E39 Touring.
- The Game (1997) - goldener Touring
- Die Rettungsflieger (1997) - silberner 6-Zylinder-Touring als Wagen des Freundes, Anton Wollcke (Frank Behnke), von Maren Maibach (Gerit Kling).